# YAIBA
『YAIBA』（ヤイバ）は、青山剛昌による日本の少年漫画。『週刊少年サンデー』（小学館）において、1988年39号から1993年50号まで連載された。1992年、第38回小学館漫画賞児童部門受賞。
1993年には『剣勇伝説YAIBA』（けんゆうでんせつヤイバ）としてテレビアニメ化およびゲーム化され、2024年には『真・侍伝 YAIBA』（しんさむらいでんヤイバ）として完全アニメ化されることが発表された。
単行本は全24巻のほかワイド版、文庫版、新装版が発売された。累計部数は1700万部を突破している。

## 概要
現代の日本を舞台に、天下一のサムライを目指す少年・刃と剣の魔力で鬼になった鬼丸との戦いを描いたコメディタッチの格闘漫画。宮本武蔵や佐々木小次郎や柳生十兵衛といった実在した剣豪をモデルとしたキャラクターや、カエル男やナマコ男など動物を擬人化したキャラクターが数多く登場するのが特徴。
最初期（単行本1巻時点）においては、破天荒ではあっても極端に現実から乖離しておらず、ジャングル帰りの少年を主人公とした変わり種の学園剣道漫画という体だった。しかし、鬼丸が風神の剣により鬼となって以降は伝説の魔剣や魔力により動物が変身させられた魔物の登場等の超常的な要素が多くなっていき、現代的な冒険ファンタジー風に物語が展開されていった。ヤマタノオロチ編終了後は超常的な要素は少なくなり、剣術漫画としての側面が強く出されるようになった。
青山剛昌は本作のインスピレーション元になった作品として1981年の映画『魔界転生』を挙げている。
なお、「YAIBA」のロゴは漫画の表示では、全作品「Y∀IBA」と「A」が上下逆に表記されるが、本項では、同様に従う。

## あらすじ
プロローグ
「天下一の侍」を目指しているヤンチャな少年剣士 鉄 刃（やいば）は、父とともにジャングルで修行の日々を送っていたが、ひょんなことから日本に舞い戻り、父のライバルであり親友の峰家に居候することになる。
峰家の娘である峰 さやかと同じ中学校に通うことになった刃は、剣道の全国大会優勝者である鬼丸 猛と宿命の出会いを果たす。果し合いの末に、互いを剣のライバルと認め合った刃と鬼丸は、さらなる強さを求めて競い合う日々が始まる。
八鬼編
刃への雪辱を誓う鬼丸は、実家の道場の地下に眠っていた魔剣『風神剣』を手にし、その力に溺れた結果「鬼」に変貌してしまう。世界支配の野望に憑りつかれた鬼丸は、クモ男を始めとした八鬼や黒鬼などを配下にし、国会議事堂を「鬼丸城」に改築して日本を支配するようになる。
鬼丸に対抗するべく、風神剣と対を成す『雷神剣』を手にした刃は、宮本武蔵との修行をしながら、襲い来る八鬼を返り討ちにしていく。その後、鬼丸が蘇らせた佐々木小次郎との戦いにおいて、『雷神剣』の雷神化に打ち勝って真の所有者となる。
四天王編
かみなり斬りを編み出した刃は、仲間たちと共に鬼丸城に突入する。最強の八鬼だったバットマンを一撃で倒した刃は、その後も「鬼丸四天王」たちを打ち倒していくが、仲間たちが次々に捕らえられてしまう。
ついに鬼丸との決戦となり、双方の雷神剣と風神剣の威力によって、鬼丸の風神剣を折ったものの、刃は「雷神の玉」を鬼丸に取られてしまう。鬼丸は「浮遊城」で撤退し、ひとまず刃は勝利する。
龍神の玉編
鬼丸の浮遊城に行くため、空を飛べるという「龍神の玉」を探すべく、刃たち一行は日本中に散らばった7つの「伝説の玉」を探す旅に出る。三好清海入道、風魔小太郎、天草四郎時貞、石川五右衛門、武蔵坊弁慶、松尾芭蕉などの古の強者たちと各地で激戦を繰り広げていき、柳生十兵衛を仲間にするなど成長を遂げていく。
やがて、7つの伝説の玉を集めた刃は、「龍神の試練」を受けることになる。仲間たちの犠牲を強いられながらも先へと進み、力より仲間の命を選択した刃は、龍神から「龍神の玉」を手渡される。「龍神の玉」とは、龍の力を秘めた7つの玉のすべてを使える玉だった。
鬼丸との対決中、刃が「龍神」として覚醒した影響から、「月星人」を率いる女帝が目覚め、月から宇宙船に乗って大軍で襲来してくる。
かぐや編
鬼丸との戦いで力を使い果たしていた刃は、圧倒的な月の女帝かぐやの力に敗れる。しかし、かつて初代龍神によって敗れ、「龍の巫女」の身体に同化しているかぐやは、24時間ごとに少女たちの精気を吸う必要があった。精気切れを狙って鬼丸はかぐやと再戦をしかけるが、カーボンフリーズ砲によって硬化されてしまう。
かつての力を取り戻すため、龍の巫女の子孫である「さやかの精気」が必要になり、さやかを誘拐する。一方、強大なかぐやの力と、ゲッコーの持つ『魔王剣』に対抗すべく、刃は鬼丸を硬化から蘇らせ共闘することになる。さやかの精気を吸い付くして力を取り戻したかぐやは、刃から『雷神剣』を奪取して飲み込んで封じるが、鬼丸が『風神剣』を刃に渡して『龍神剣』として復活する。
その後、刃の『龍神剣』と鬼丸が奪った『魔王剣』で対抗するも、最終的には全ての部下と共に「地球」と合体して、ありとあらゆる自然現象を操り日本を沈めようとする。しかし、刃が放った龍神剣の渾身の一撃から地球を守るために力を使ったことで、かぐやは地球に封印された。
地の民編
ある日、大地震が起きて、岩石戦士が刃を叩きのめして去っていく。翌日、関東平野に「ピラミッド」が地下から出現し、再び岩石戦士が刃を殺害しに現れるが、刃は新技「十文字斬り」で撃破する。そこに謎の少女エメラルドが現れ、ボロボロになった刃を回復させる。
人類を恨んでいる地の民たちは、手始めに日本を沈没させようとしており、エメラルドの案内で刃たちはピラミッドへと侵入する。数々の強敵を撃破していくが、そこにエメラルドの姉妹たちが立ちふさがり、死闘の末に刃は、4姉妹が合体した最強体ジュエルを撃破する。
その後、血の民たちは世界各地にピラミッドを浮上させ、人類に「服従か死か」の選択を突きつける。地底都市に侵入した刃一行は、敵の最終兵器であるゴールド・シルバーに苦戦を強いられる。その後、地の民に協力していた鬼丸が裏切って地底都市を爆破しようとするが、刃は鬼化したゴールドを撃破して爆破を食い止める。
ヤマタノオロチ編
地底世界での戦いから、平和になった日本で学校に通うようになった刃の前に水の鬼神レインと名乗る敵が現れる。それは鬼丸が新たに強大な魔物ヤマタノオロチ復活のために各地にある封印を破壊する障害となる刃を始末するためだった。封印の塚から現れた地図から「スサノオ」の血を引いていたことが判明した刃は、かつての宿敵であるかぐやと共に、かつてないほど強大なオロチを倒すために立ちはだかる鬼丸に立ち向かっていく。

## 登場人物

コナン通りのコナン大橋に設置されている鉄刃のブロンズパネル

担当声優は、テレビアニメ第1作（剣勇伝説YAIBA） / テレビアニメ第2作（真・侍伝 YAIBA）の順に表記。一人しか記載がない場合は、特筆ない限りはテレビアニメ第1作での配役。

### 主要人物
鉄 刃（くろがね やいば）
声 - 高山みなみ / 同左
本作の主人公。サムライを目指し、剣十郎と共にジャングルで修行していたが、ひょんな事から日本の峰家に転がり込むことになる。
やんちゃでお調子者のうえ、助平で大喰らい。強い相手と手合わせすることが大好き。さやかとは同い年だが、背はかなり小柄である。
鬼丸の持つ風神剣に対抗すべく伝説のサムライにしか抜けないという魔剣・雷神剣を抜いたことをきっかけに、数多の冒険に挑み、鬼や月人、地底人や魔物といった数多くの敵と戦うこととなった。雷神が宿るために常人には扱えない雷神剣を修行の末に従えた後は、風神剣、龍神剣、覇王剣といった他の剣や「伝説の玉」に起因する様々な力も使用している。
一般的な知識・常識に欠けるが、剣に関する才能やアイデアは豊富で、雷神剣の穴に指を入れて回転させる「せんぷう剣」、落雷のようにジグザクに斬る「かみなり斬り」、縦に回転して突っ込む「風車（かざぐるま）」などの技を生み出した他、鬼丸の技である「竜巻斬り」や「横一文字」を真似たこともある。
数多くの魔物を倒しているが、これは魔剣の力も大きく、純粋な剣の腕だけで判断するなら、一般人が出る剣道大会では圧勝したが、終盤の大会では沖田や十兵衛に苦戦するなど、超人たちの中ではずば抜けて強いというわけではない（元々、剣術自体が体力や身体的優位だけで勝ちが成立するものではない）。また、人間相手に殺生や相手に後遺症が残る程度の傷を負わせることを好まない優しい気質を利用され、実力的には格下の相手からの騙し討ちや見逃した相手からの執念による反撃を受けて苦戦させられる点こそが致命的な弱さであると妹の諸羽に指摘されている。
ヤマタノオロチ編でスサノオの血を引いていることが判明する。また、本来は鉄グループという超の付く大金持ちの跡取り息子だが、剣十郎が話さなかったため終盤まで自分の家庭事情を知らなかった。キャラのモデルは、『おれは鉄兵』の主人公の鉄兵。
同作者の次回連載作である『名探偵コナン』では、沖田が諸羽に想いを寄せている場面が描かれ、その際にその兄（刃）をライバル視しているため、勝つまでは告白するつもりはない事が明かされた。また、その事を思い浮かべる場面では、成長した刃の姿（顔は伏せてある）が描かれていた。
峰 さやか（みね さやか）
声 - 三石琴乃 / 石見舞菜香
本作のヒロイン。ごく普通の女子中学生であったが、刃達と共に無理矢理冒険の旅に強行させられることになる。
時に毒を吐くこともあるが、芯は心優しいしっかり者な性格で一行のツッコミ役。家が剣道道場であることから剣道を嗜んでいる。女子の中ではそれなり以上の腕前で、（元の持ち主であるレインに比べると威力は大幅に落ちるものの）魔剣・水魔の太刀を使用することが可能な精神力も持っている。しかしながら流石に超人的な腕前・精神力の持ち主達とは比べ物にならない。
物語中盤以降から、乙姫の血を引く龍の巫女であることが発覚し、その身を月の女帝・かぐやに狙われることとなる。
刃に好意を持っているようだが、なかなか素直になれない。しかしその絆は確かなものであり、終盤に武蔵から、刃を包む鞘に例えられる。
宮本武蔵（みやもと むさし）
声 - 佐藤正治、野本礼三（1991年パイロット版） / 諏訪部順一
江戸時代初期に実在した剣豪・宮本武蔵本人である。史実上の人物については当該項目を参照。
正保2年5月19日（1645年6月13日）に死んだとされていたが、作中では生きており年齢は400歳。その間、「伝説のサムライ」のみが抜くことができるとされるも自身には引き抜けなかった雷神の剣を見守り続けてきた。剣が騒いだのを見て鬼の復活を悟り、現代においてそれを引き抜いた刃を師として導くこととなる。
暴走しがちな刃を諌め、経験の足りない一行を導く優秀なブレーンで、その老獪さが産み出す奇策は幾度も窮地を救った。その一方で、刃同様スケベで食い意地の張っている一面もあり「勝負は勝てばいい」という思考は刃から「本当に強いのか?」と疑問を持たれたりした。六十戦無敗の腕はいまだ衰えず、この年齢にして信じられないほどの動きを見せるが、ここぞというところでぎっくり腰に襲われるのが玉に瑕。
刃の父・剣十郎とは面識があり、武蔵の所有していた名刀コテツを剣十郎が騙し取った模様。その時の縁で雷神剣の存在を知った剣十郎が後に刃にその在り処を教えることで、物語は動き出すこととなる。
実は織田信長御前試合第一回目の優勝者。しかし優勝したことで多くの大名や裏の勢力から恨みを買い（織田信長御前試合は裏で大規模な賭け金が動く「闇の賭博」といった面も持つ）、追手を差し向けられるなど相当な苦労をしたため、二度と参加しなかった。
回想及び過去編では八頭身の美形だったが、現在では二頭身で昔の面影は無く、蘇ったライバル佐々木小次郎や弟子の柳生十兵衛が言われるまで武蔵だと気付かれず、かつての剣術小町・さやかの祖母がその憧れを崩壊させるほどである。また、若い頃の純粋な剣の実力は刃より上であり、刃は若き日の武蔵の太刀筋は早すぎて見えなかったと発言していた。
おつうという恋人がいたが、彼女は武蔵のように長生きはできず、死に別れた。
その異常なまでの長命の理由の一端に刃が関わっており、物干竿の魔力により過去に飛ばされた刃の語って聞かせた「ミニスカートのお姉ちゃん達がいっぱいいる未来」への憧れでその命を永らえさせたようであり、若い頃は今と違って外見だけでなく普段の言動もシリアスだったのだが、スケベはこの頃からだったことが判明した。また、この頃は酒に弱かった。

### 刃の協力者
カゲトラ
声 - 江川央生 / 千葉一伸
ジャングルで刃を食べようと飛び掛った虎。ことごとく失敗する内に刃・剣十郎と共に箱詰めにされて日本に護送され、以後は相方的存在となる。
その名前は第9話「特訓だぞぉの巻」にて、さやかから名付けられた。由来は連載当時に放送されていた大河ドラマ「武田信玄」より、戦国時代の武将、上杉謙信の初名である「長尾景虎」から。
日本到着後は野生で生活していた割には人馴れした温厚な性格となる。
アニメ版では初登場時で既に刃の仲間となっており、刃を襲う場面もなく、カゲトラという名前も一話の時点で判明している。アニメ版第2作では、原作漫画とは場面が異なるが、刃との出会いも描かれている。
また、パイロット版では、声の収録で、動物の鳴き声が使用されていた。
庄之助（しょうのすけ）
声 - 堀川亮 / 越後屋コースケ
ジャングルで刃と仲の良かったハゲタカ。ジャングルに残っていたが、刃を追って日本へ飛んで来た。
カゲトラ同様、刃の相方的存在で、主に空中の移動手段として活躍。体力はかなりあり、刃一行（5〜6人）を乗せたまま世界中をノンストップで翔け巡る。
アニメ版第1作では一話目の冒頭から登場し、一緒に箱詰めにされて日本に同行する。また、刃とは幼児期の頃からの親友だという設定が追加されている。
パイロット版での声は、カゲトラ同様、鳴き声で収録されている。
テレビアニメ版第2作より、第2クール時期から名称表記が「庄之介」に統一された。
ゲロ田ゲロ左衛門（カエル男）
声 - 田中一成、???（1991年パイロット版） / 大西健晴
八鬼の一人で、当初は刃達の敵として登場した。
刃達との戦いの途中、刃が「雷神」と化して暴走した所を、武蔵らと協力して止めるが、正気に戻った刃に敗北。それがきっかけで鬼丸に見限られたことをヘビ男から告げられ、一行の仲間となる。
アニメ版第2作では、ヘビ男とともに敵として現れたが、原作同様、戦いの最中に雷神の剣で暴走した刃を止める為、武蔵と協力した事から、刃一行と同行する事になる。
カエルらしく語尾に「ゲロ」をつけ、伸びる舌などを駆使して戦う。武器は斧。しかし、蛇に睨まれると動けなくなるという弱点がある。
連載初期はそれこそカエルの目（横目）だったが、程なくしてマンガ目になる。料理上手であり、また競馬で五千万円を難なく当てることが出来ることから、博打運も相当強い模様。
刃が鬼に取り付かれていた時の鬼丸を倒してからは、魔力がなくなったためか登場していない。最終話では、かつてカエル男だったと思しきカエルが峰家の庭にいる様子が見られる。
ナマコ男
声 - 柏倉つとむ / 市ノ瀬加那
八鬼の一人。
外見はナマコそのもので、戦闘力は皆無。伊豆出身で、ふるさとに帰ろうとして新幹線を乗り間違えて迷っていたところを刃たちに拾われ、以後行動をともにするようになる。語尾に「ズラ」をつける。よくさやかの肩の上にのっている。ほとんど戦闘の役には立たないが、体の小ささを利用し、敵に気づかれずに行動したり、龍神の玉を取りに行く際に細い隙間に落とした「命の炎」を取りに行くという活躍を見せる。
刃が鬼に取り付かれていた時の鬼丸を倒してからは、魔力がなくなったためか登場していないが、カエル男同様に最終話でナマコ男だったと思わしきナマコの様子が見られる。
佐々木小次郎（ささき こじろう）
声 - 小杉十郎太 / 井上剛
武蔵の永遠のライバル。鬼丸の命でクモ男が魔法の薬で蘇らせた。そのためか目が赤くなっており、連載時にページ脇部分に描きこまれたキャラクター紹介では「佐々木ゾンビ小次郎」とされている。
始めは武蔵に復讐するために刃一行を追い回していたが、クモ男の偽の占いにより「刃を倒せば日本一のサムライになれる」と思い込み刃本人を付け狙うようになる。しかし、雷神剣を御した刃を手強いと見るや「あの剣さえ手に入れれば日本一のサムライになれる」として一行に潜り込む。その内、本人でも気づかない内に刃一行に取り込まれていき、途中からは雷神剣を奪おうとしたり日本一になろうと企んでいる事については触れられなくなった。
やる時はやるハンサム侍だが、かなりの女好き。どこまでも伸びる妖刀「物干し竿」は、武器としてのみならず、様々な場面で一行を助けた。
ヤマタノオロチ編の後に武者修行に出ていたらしく、織田信長御前試合に出場する。十兵衛曰く「女子遊びを控え一心不乱に鍛錬を積重さね、その剣は修羅のごとく研ぎ澄まされ」ていたようだが、準々決勝にて鬼丸に敗北し、その成長ぶりは描かれなかった。
最終回では役者として活躍している様子が見られる。本物の剣士であることから「若いのに殺陣の上手い役者」として重宝されており、また女の子にもモテるため本人も楽しんでいる。一度死人から蘇ったせいか、全く老化しないらしい（これは後述の十兵衛も同様）。
柳生十兵衛光厳（やぎゅう じゅうべえみつよし）
声 - 土師孝也 / 高橋英則
鬼丸が実在の剣豪・柳生十兵衛の魂を狼に宿らせ復活させた、かつての武蔵の弟子（なお、史実上では宮本武蔵と柳生十兵衛が師弟関係にあったという事実は存在しない）。
初登場は龍神の玉編。鬼丸に復活させられたが、刃一行を討ち果たすという使命を与えられたことを忘れており、武者修行のつもりで放浪していたところを一行と遭遇。武蔵との邂逅を喜ぶも、武蔵のあまりの変貌にショックを受け腹を切ろうとする（武蔵曰く「すぐ腹を斬りたがる奴」で、初期の頃は他にも切腹しようとしたことが何度かあり、その度に周りの人間を困らせる）。
史実では44歳で死去しているが、蘇った姿は20代の若者風の外見であり、武蔵からも「老けておらんのう」と不思議に思われていた。
しかし、その鬼丸から与えられた使命は獣としての別人格・狼男「さすらいのウルフ」が覚えており、酒を飲んで覚醒したウルフは剣の腕前をそのままに極めて凶暴な性格となり一行を追い詰める。しかし十兵衛とは似ても似つかない、酒をこよなく愛するその性格が災いして封じ込められた。その後は酒を飲ませては危険だと一行に認識されながらも、ヤマタノオロチ編で飲み込まれるまで刃達の味方として尽力し続けた。
柳生新陰流の使い手にして、質実剛健を絵に描いたような侍。幼少時代に父・但馬との稽古中の事故で隻眼となるが、鍛錬の積み重ねで得た心眼に死角は無く、剣士としての実力は極めて高く描かれており、後述の大会では刃は苦戦している。実際、先述のウルフ戦では一行は剣の腕で制することを諦めている（後に闇の玉の内部で風車を開発した刃が正面から破っている）。
鬼丸の魔力がなくなった後も生存しており、ヤマタノオロチ編の後は武者修行に出ていたらしく、織田信長御前試合準々決勝にて刃と対決、木刀で挑む刃に対し峰を返して正々堂々と闘った。柳生新陰流秘伝の奥義「無限の位」にて刃を追い詰めるが、逆に追い詰められた刃に「闘刃」を開眼させる結果となり、その闘刃に惑わされ敗北。最終回では、再び単身で修行の旅に出ている。

#### 鉄家
鉄 剣十郎（くろがね けんじゅうろう）
声 - 島田敏 / 小西克幸
刃の父。一見、無精ひげの顔を手入れしようともしない飲んだくれでいい加減な男だが、原作では不意に現れ、事態を打開するためのキーパーソンとして様々な助言を刃に与える。さやかの父・雷蔵のライバルで剣の腕は凄いらしいが作中では戦う場面はない。刃と共に日本に帰国するが、生来の放浪癖により定住せず度々どこかへ行ってしまう。
織田信長御前試合では、刃のライバル・鬼丸の師として登場した。
実は鉄グループの総帥という超セレブだが、会社は妻に任せて本人は奔放な生活を好んでいる様子。鉄家がバラバラになった元凶でもある。最終話でも放浪癖は直らず妻の隙を見て生家の豪邸を抜け出すものの鉄グループの人員とネットワークに見つかりその都度連れ戻されるという日々を送っている。その頃には娘の諸羽との関係は修復され、呆れられつつも慕われている描写がある。
アニメ版第1作では、第1話の冒頭のシーンに登場するのみであるため、原作の登場シーンは他の人物に差し替えてあったりする。また、原作では刃が日本に行くことになったのは偶然が重なって一緒に行くことになったが、アニメ版第1作では修行を終えたため刃に日本に行くように進めており、剣十郎は日本には行っていない。OVAの「名探偵コナン コナンvsキッドvsヤイバ 宝刀争奪大決戦」では登場し、会ったばかりの毛利小五郎と酒を飲んで騒いでいた。
鉄 諸羽（くろがね もろは）
刃の妹で、鉄グループの令嬢。気が強く、物事をずけずけいう性格。
母に剣十郎が父の仇だと教えられたため、これを打ち倒そうと剣の腕に磨きをかけてきた。剣の癖が刃と同じであり、そのことが刃に妹であることを気づかせる遠因となっている。
織田信長御前試合の際、刃たちと行動を共にした。御前試合終了後、家族の秘密が明らかになった際には剣十郎の頬を張り「クソオヤジ」呼ばわりしているが、最終話では凝りもせずに家出しようとする剣十郎に呆れつつもフォローしている。
初登場は作品末期であり、アニメ（第1作）には未登場。
作者の次回連載作品である『名探偵コナン』の登場人物・灰原哀のキャラクターモデルである。また、沖田が好きな女性として諸羽の写真を持っている場面が描かれており、間接的に登場した（姿のみではあるが、『名探偵コナン』でアニメ初登場を果たした）。
鉄 美智子
剣十郎の妻で刃と諸羽の母親。剣十郎が放浪に出てしまったため、諸羽を女手一つで育て鉄グループを切り盛りしてきた。
愛情の裏返しか、夫・剣十郎をその名を騙る偽者だと娘・諸羽に教えたため、事態に混乱を招いた。御前試合の決着後、剣十郎に再会し、家族が揃う事となるが、その後も家に居付かない男2人に振り回されている。
諸羽同様、登場は末期であるためにアニメ（第1作）未登場。
作中では名前は出てこなかったが、後に『週刊少年サンデー』2013年33号の付録内で、旧姓でのフルネームが椿美智子であると判明。また、『名探偵コナン』28巻内で、服部平次の母親が準優勝した剣道大会で優勝したのが美智子であり、1カットのカメオ出演をしていることも明かされた。

#### 峰家
東京で剣道道場を営む一家。家の初代は浦島太郎で、彼と結婚した乙姫（龍の巫女）の血を引いている。
峰 雷蔵（みね らいぞう）
声 - 石塚運昇、玄田哲章（OVA） / 宮内敦士
さやかの父。剣十郎をライバルと見なしているが、作品終盤では刃にボロ負けした鳥兜権三に勝てなくなっていた。
峰 静香（みね しずか）
声 - 寺瀬めぐみ / 佐藤利奈
さやかの母。おっとりとした性格で、刃のことは「ヤッくん」と呼び気に入っている。
本編では武芸の技量については不明であったが、『まじっく快斗』で登場した際には義母と同様に薙刀の実力者という描写がある。
峰 ふじ（みね ふじ）
声 - 鈴木れい子 / 斉藤貴美子
薙刀を使う老女で雷蔵の母親。周囲からは「ご隠居」とよばれている。
高齢だが気が強く言いたいことをはっきり言う性格。物知りでもあり、故人である夫（さやかの祖父）から龍神の玉の伝説を伝え聞いていて知っていた。
アニメ版第1作では、雷神剣のことも知っていて剣十郎の代わりに刃にその存在と在処を教える役割を担う。
武蔵に憧れを抱いており、実際に会った時はその年老いた姿にショックを受けていた。

### 鬼丸一味
鬼丸 猛（おにまる たけし）
声 - 堀川亮 / 細谷佳正 / 津田健次郎（名探偵コナン）
刃のライバル。長身にスキンヘッドと額のホクロが特徴。人格や立場が変われど、同作品の最序盤から最終盤まで刃の敵として君臨し続けた。アニメ版第1作では一話目から登場し、空港で刃と対決している。
当初はさやかと同じ中学校に通っていた。家族に姉と祖父がいる。
魔に取り付けれて鬼になって以降は冷酷な振る舞いが目立ったが、元来はプライドが高くやや傲慢な一面こそあったがそれ以外はごく普通の少年であり、剣に対しては生真面目でペットである鳩の世話を丁寧に行うなど決して悪人ではなく、身体能力も飛びぬけており校内の剣道部でもその高い実力を示していた。
初めは刃を軽く上回る実力者として刃を侮り、勝負を挑まれるも相手にしていなかったが、度重なる刃との衝突の末にそれまで抱いたことがなかった深い憎しみを刃に感じるようになる。刃を倒す力を欲した結果、風神剣に宿る風神に呑まれて鬼になってしまう（刃からその事を指摘された時には、本人は「飲み込まれたのではない、風神を味方につけたのだ」と主張している）。その際、頭部に2本の角が生えた。その後は魔王鬼丸を名乗り、日本、ひいては世界征服を企み実行に移していく。
最初は自身を鬼へと変えた風神剣を用いていたが、かぐや編の終盤からはゲッコーから奪った魔王剣を使うようになる。使う技は軌道上の人工衛星を撃墜する程の威力を持つ「竜巻斬り」や、居合いの奥義とも言える「横一文字」など。
術を用いて下僕を生み出すことが可能で、八鬼軍や黒鬼などの部下がいる。また神通力を用いた洗脳も可能で四天王編では当時の国会に踏み込み、与野党ともに全ての議員を洗脳し、国会議事堂を鬼丸城に改装、内閣すらも牛耳ることで日本の支配を達成した。
龍神の玉編では風神剣の修復の為に金棒博士と協力関係を結び、富士山頂に鎮座し「飛行鬼丸城」の武装である「鬼丸砲」による日本各地への武力的侵略を行う。また、風神剣にも飛行能力がある（対をなす雷神剣に飛行能力があるため）にもかかわらず、自身の装備として髑髏の装飾が付いた鎧の背部にバーニアスラスタとブースターを装着し飛行能力を獲得。ヤマタノオロチ編でも重用する重要な機能となっている。
かぐや編では龍神の玉を手に入れた刃との戦闘中、乱入したかぐやに対し刃を囮にすることで戦線を離脱し飛行鬼丸城の強化改修を命じる。決戦時は対月星人の為に鬼丸砲を大改修した「全方位大型鬼丸砲」や黒鬼航空隊を用いて抵抗するも、余興として出現したかぐやの前に惨敗。かぐやはそのまま鬼丸を配下にすべく洗脳の前準備としてカーボン化するが、乱入した刃によりカーボン状態で奪取・峰家に保管される。その後、ゲッコーの魔王剣対策とさやかの救出の為、刃によってカーボンを破壊され復活。その後は刃に説得されるが拒絶、しかし、かぐやの行動が癪に障ることとゲッコーの持つ魔王剣に興味を覚え、打倒かぐやと魔王剣入手の為に、刃一行と共闘した。
その後、かぐやが真の姿に戻ることを祝う式典（作中では儀式）を進行している最中に巨大化した刃を模したクモ男製の巨大ロボットに乗り込み囮役として足止めをする。追ってきたツキカゲ・ゲッコー兄弟を迎え撃つために刃と共闘するもゲッコーの魔王半月剣の前には打つ手がなくジリ貧であったが、金棒博士が投入した「風雷バズーカ」そしてバズーカから着想を得た合わせ技「風雷波」でゲッコーを打ち倒すものの直後ツキカゲにさやかを奪取される。急ぎ追うものの僅差で間に合わずかぐやは本性を覚醒。風雷波で応戦するものの刃の雷神剣がかぐやに飲み込まれてしまい風雷波が封じられる。しかし、龍神の玉が残っていることを知ると風神剣を刃に譲渡し自身はゲッコーの元へ戻り魔王剣を奪取、龍神の玉の力を引き出した刃を魔王半月剣で援護する。その後はかぐやに腕を撃ち抜かれるものの刃に発破をかけ、結果としてかぐやを封じる一撃を引き出した。その後は治療の為に刃の前から姿を消す。
かぐや編までは日本の政治・経済を牛耳ることで世界征服の野望を果たそうとしていたが、魔王剣を手に入れた後はコミカルさは無くなり、残酷・残虐な魔王としての振る舞いが多くなる。また、それに合わせるように部下たちも（クモ男を除いて）シリアスなキャラクターのみになった。ピラミッド編では刃の相手をするソルジャー作成の地の民と共に行い地底世界編では地上各地に出現した黒いピラミッド（1施設だけでも複数の水素爆弾以上の威力を持つ砲撃が可能）をクモ男と黒鬼を用いて占拠し、ゴールドを暴走させ地の民を裏切ると言った「一旦世界を滅ぼすことでその後に自分の思うままの世界を作る」という思想に変化した（理由は不明）らしく、非常に攻撃的で破壊的な策を用いるようになる。ヤマタノオロチ編がその最たるもので、ヤマタノオロチの封印を解き日本列島を国民ごと巨大な魔物に変え、世界に攻撃を仕掛けることとなる。
かぐやと共闘した刃にオロチの角を切断されることを防ぐために刃を煽り、オロチの体の上で自身との決着をつけるように促す。その中でかつてゲッコーが使用した「魔王半月剣」を超える「鬼丸流・魔王三日月剣」で刃を圧倒するも、剣十郎がかつて刃に助言したことをきっかけにして覇王剣の「天」の力が開眼し、その力から発せられる波動で鬼丸自身が放った魔王半月剣ごと撃ち抜かれ形勢を逆転させられる。
横一文字・魔王満月剣により覇王剣の刀身を破壊するものの、直後光の刀身を持つ真の覇王剣が覚醒し魔王満月剣を切り裂かれその焦りから限界以上に魔王剣に悪の気を吸収させ無理矢理に魔王剣を真の覇王剣と同位階の状態に持ち上げる。魔王剣の刀身を黒い光に変えた後はオロチの体から転落する刃を救助し、真っ当な剣での勝敗に執着するなど生来の武人としての人格が強調されるようになる。
最終的にはヤマタノオロチの上での刃と戦いの末に刃の奇策で魔王剣ごと頭部の角を切り落とされて邪気が抜け、鬼であった間の記憶を失くして元の人間に戻ることができた。
人間に戻った後は交換留学でイギリスに行く予定だったが、刃を倒すために日本に留まり、刃の父である剣十郎に教えを乞う。彼の生活を真似る中で刃への憎しみを消し、心・技・体を兼ね備えた超人的な強さを手にし、織田信長御前試合の決勝戦で刃と相対する。刃が御前試合準決勝で死を覚悟しながら開眼した闘刃を既に会得しており、「幻にすぎん」と一蹴し刃を追い詰める。しかしその闘刃をも一つにまとめあげるほどの精神力、そしてそれまでの戦いの中で培った身体と技、これら心・技・体を「兼ね備える」だけでなく「一つにまとめた」刃の最後の一太刀に渾身の一撃を破られ敗北。ボロボロの体になりながらも刃を崩れゆく本能寺から救い出し、倒れる。その後は剣道の道に復帰し、全国大会で三連覇を飾るも未だ刃を越えられていないと感じ精進を続けている。
同作者の次回連載作である『名探偵コナン』の93巻には高校生になった姿で登場し、全国大会でも順当に勝ち進むなど変わらず剣に精進していて服部平次の優勝の障害となるかもしれないほど鬼のように強いと評されている。また、今作のような荒々しさはなくなり、表情も柔らかくなっていて言葉遣いも丁寧になっている。
クモ男
声 - 坂口哲夫、岸野幸正（1991年パイロット版） / 阪口周平
八鬼の一人。関西弁で喋る。
刃一向が食いしん坊であることからたびたび食べ物で一行を釣って刃を倒そうとするが、騒音に弱いという弱点があり結局倒すことができず鬼丸から罰として鬼丸城から吊り下げられる。なお、以降は、その弱点に触れられることはなかった。
以後はギャグキャラながらもレギュラーキャラクターとして定着、失敗を繰り返しながらも鬼丸から直接始末されることはなく側近兼雑用係として物語終盤まで生き残る。
鬼丸の人使いの荒さなどに愚痴ることはありつつも鬼丸に忠節を尽くすが特に報われることもなく、ヤマタノオロチ復活の際には見捨てられオロチに飲み込まれていく。その後、鬼丸が鬼の束縛から脱け出した際に八鬼としての力も失われたためか登場せず、最終話ではかつてクモ男だったと思われるクモが峰家の庭にいる様子が見られる。
黒鬼軍団（くろおにぐんだん）
八鬼を呼び出し、雷神の剣奪取を命じた際に鬼丸が呼び出した存在。角をばら撒いた地面から生えるように現れた一本角で全身真っ黒な鬼。鬼丸一味の下っ端であり、戦闘員や作業員として働く。鬼丸や八鬼など幹部の命令が下ると襲って来るが、さやかに優しくされた際には涙ぐんだり、クモ男たちと峰家に転がり込んだ際には家事に勤しんでいた。鬼丸が鬼の束縛から脱け出した際に鬼としての力も失われたためか消滅した模様。

#### 八鬼編
ヘビ男（ジュリアス・ズポポタマスIII世）
声 - 山口健、篠原恵美（人間変装時） / 中務貴幸、前田玲奈（人間変装時）
八鬼のうちの一人。
強力な蛇神の矛を装備しており刃を窮地に陥れるが、刃が新たに見出した新必殺技“せんぷう剣”によって一刀両断され倒される。
ヒトデ男
声 - 高木渉 / 中村源太
八鬼の一人。熊本出身のオスのオオヒトデ。熊本弁で喋る。
「実力的には八鬼ナンバー2」と自称するもナマコ男とカマキリ男からは否定されている。
帰郷後はミポリンというメスのヒトデと結婚し、阿蘇山で食堂を営んでいる。息子の名前は「晃一」。
カマキリ男
声 - 中尾みち雄 / 不明
八鬼の一人。名古屋出身。名古屋弁で話す。
ナマコ男・ヒトデ男と共に刃の元へ送りこまれてきたが、何度か作戦に失敗した後、故郷が寂しくなって各々の故郷へ戻る。
ナメクジ男（かたつむり男）
声 - 柏倉つとむ / 高橋伸也
八鬼の一人。
ねばねばした体のため文字通り歯が立たなかったが、塩を大量に購入し上空から「せんぷう剣」をつかって大量の塩を浴びせられたかけたことで縮小してしまう。
殻をつけ「かたつむり男」として刃に再戦を挑んだが、やはり塩をかけられ小さくされてしまう。その後の行方は不明。
自称は、ナメちゃん、デンちゃんなど。アニメ版第1作では語尾に「イェイ」とつけて話すことがある。
バットマン（こうもり男、アニメ版ではバットガイ）
声 - 掛川裕彦 / 興津和幸
八鬼最強の戦士。
英語混じりに話すアメリカンな性格で、酔うと見境なくキスをするなど酒癖が悪い。宮本武蔵を尊敬する。弱点は太陽の光。
刃に一度「せんぷう剣」で敗れたが、クモ男が最強バージョン（サングラスの強度を向上させて太陽光対策を強化）として復活させ刃の鬼丸城攻撃の際先鋒をかってでたが、「かみなり斬り」で一瞬にして敗れる。
バットマンに血を吸われた人間は、なぜか狼男になってしまう。狼男にかまれるとその人間も狼男になる。

#### 鬼丸四天王編
やきとりくん
声 - 立木文彦 / 江頭宏哉
鬼丸城の地底湖の主の巨大なちょうちんアンコウ。
厳つい顔に似合わず爽やかな口調で話していたが、苦戦を強いられるにつれ、ガラの悪い関西弁で刃達を威嚇した。
水中ではかみなり斬りが通じなかったが、刃の作戦で地上におびき出され、かみなり斬りで倒された。
カメレオン・ボナパルト
声 - 田中和実 / 浜添伸也
鬼丸城の中にある神秘の森に住むカメレオン。
保護色で姿を隠し、刃たちに襲い掛かる。化けることもでき、刃に化けて撹乱する戦法にでたが、さやかの出した計算問題に正解してしまい（本物の刃は計算が出来ない）、正体を見破られてしまう。
アニメ版第1作ではさやかにも化けたが、ナマコ男が「刃にキスをしろ」といったことで、正体がばれる（本物のさやかが刃にキスをするわけがなく、案の定2人のうち1人が跪いて刃にキスをしようとし、もう1人が刃の頬を滅茶苦茶に殴った）。武蔵には手の速さで見破られたらしい。刃曰く「さやかのオテンバぶりを知らねー」カメレオンの失敗である。
ドライドライ（アニメ版第1作ではスーパーゴリラ）
声 - 玄田哲章 / 田島章寛
ナマコ男並のサイズのチビゴリラ。
実は驚異的な怪力の持ち主で刃達を圧倒するが、小次郎の策により倒されて元のゴリラに戻る。
しかし、元に戻っても怪力はそのまま、巨大な体で暴れまわる。結局、カメレオンの森から持ち出したバナナを見てジャングルが恋しくなり、鬼丸城の壁を破って帰ってしまった。
トータスヨーロッパ（アニメ版第1作ではスパイダー・カメンバ）
クモ男の操縦する巨大なカメ型ロボット。原作では搭乗する際にサンダーバード2号機のパロディ調で描かれている。
クモ男曰く500万馬力。さまざまな形態に変形する。
プロペラを出して空を飛び、チビガメ爆弾を出動させ、甲羅から巨大な棘を出し、8本の足を出してスパイダーバージョン（クモ男曰くクモンガーZ）になったりと刃たちを困らせた。

#### 龍神の玉編
金棒博士（かなぼうはかせ）
声 - 江川央生 / 下山吉光
鬼丸のブレーンとして働く博士。名前のモデルは鬼に金棒。
元々は筑波シティで「金棒研究所」という怪しい研究所を開いて独りで研究している学者だったが、刃との戦いで折れた風神剣を復活させられる頭脳の持ち主を探していた鬼丸の目に止まり、クモ男にスカウト（アニメ版第1作ではスカウトされる場面がカット）される。
兵器開発能力に優れ、浮遊鬼丸城の武装強化に貢献する。鬼丸とは、優秀なブレーンが欲しい鬼丸と金ヅルを求めていた金棒の利害が一致した関係である。刃の「玉ありかみなり斬り」で破断した風神剣を再生させ、鬼丸砲やかぐやとの対戦の際には飛行機能付き潜水艦や「風雷バズーカ」を作った。
かぐや編のラストを最後に、以後は登場しない。
三好清海入道（みよしせいかいにゅうどう）
声 - 稲葉実 / 檜山修之
真田十勇士の一人。
鬼丸がタコを媒介に魂を呼びこんだ。未練も無く死後の世界に安住していたことと眠りを妨げられるのを好まず、最初は鬼丸に反発するものの真田幸村にも負けない剛胆さと野望の持ち主である鬼丸を気に入り協力を約束する。
琵琶湖に現れるが、刃のかみなり斬りによって敗れる。
風魔小太郎（ふうま こたろう）
声 - 大塚芳忠 / 川田紳司
風魔忍群五代目頭領。
鬼丸がタカを媒介に魂を呼び込んだ。
刃達を尾行し剣山中の狸の聖地で「伝説の玉（金の玉）」を奪取、風魔忍法を得意とするが、刃を助けるべく刃に化けた狸達の「分身の術」にまどわされ、かみなり斬りを受け刃に敗北、変わり身の術を用いて逃走する。
その後、奈良県で再登場するが助っ人として待ち合わせていた石田六右衛門（石川五右衛門）に気軽に声を掛けたところ騙し討ちに遭い、倒される。
なお、小太郎の名前の割には長身であることを刃に突っ込まれた際には自分も気にしているらしく、「気にしている事を！」と怒っていた。
天草四郎時貞（あまくさしろうときさだ）
声 - 関俊彦 / 勝杏里
「島原の乱」の首謀者。
鬼丸が狐を媒介に魂を呼び込んだ。邪法を用いて八百万の神々を呼び寄せ「伝説の玉」の在処を探すものの失敗。
その後阿蘇山にて刃の変化の玉（金の玉）と化け合戦を繰り広げた。刃を煽り豆粒に化けさせたところを飲み込むものの自身の胃壁を傷つけられ吐き出し本性の九尾の狐の姿で苦しめるも、ヒトデ男が命を賭して回収した「伝説の玉（火の玉）」からの火炎玉の直撃を受け昇天する。
石川五右衛門（石田六右衛門）（いしかわ ごえもん）
声 - 飯塚昭三 / 前野智昭
大泥棒にして大阪鬼丸城の主。
鬼丸が熊を媒介に魂を呼び込んだ。
刃一行を騙し武蔵から龍神の玉の地図を奪うが大阪鬼丸城を「大の玉」の力で巨大化した刃に撃破され、地図を取り返され逃亡した。
その後、新潟で玉を専門に取り扱う古美術商から「伝説の玉（闇の玉）」を盗み出し、黒鬼忍軍（透破）を率いて川中島の戦いを再現し、刃を待ち受ける。様々な計略を巡らせるものの武蔵に看破され、ついに本性の「隈取をした熊」に変化するものの、刃に自身の投げた巨大手裏剣の遠心力を利用されて自慢の鋼鉄製の釜で作った装甲を貫通され、その状態からの零距離火炎攻撃で倒される。
ケロ吉
声 - 山口勝平 / 後藤ヒロキ
闇の玉の住人の河童。
闇の玉に吸い込まれた人間と死ぬまで遊んでいたが刃の持つ夢とそれを成し遂げるために闇の玉から脱出した刃たちを見て自分も夢を見つけようとして、闇の玉から出てきた。
直後にクモ男につかまってしまい、折檻を受けて龍神の玉の存在を白状してしまう。
その後は鬼丸城で雑務をさせられていたが、富士の火口にある龍神の玉を手に入れるために潜入した刃たちに遭遇しこれに協力、火口に行くための手助けとして火口直通のダストシューターへと案内する。以降は登場しない。
ケロ介
声 - 笹岡繁蔵 / 楠大典
闇の玉の住人。乱暴者の巨大河童で闇の滝を守っており、闇の玉から出るには彼を倒さねばならない。
闇の玉から出るために刃が編み出した新必殺技「風車」で皿を割られて敗北。その後、ケロ吉までもが出て行ってしまったためにさびしい想いをしていたようだが、直後に闇の玉に吸い込まれた芭蕉がやってきたため仲良くしようと追い掛け回していた。以降は不明。
河童だが火を吐く。
武蔵坊弁慶（むさしぼうべんけい）
声 - 郷里大輔 / 稲田徹
鬼丸が牛を媒介に魂を呼び込んだ。
義経の家来だっただけのことはあり、実力はかなりのものだが頭はかなり悪い。伝説の玉を捜せと鬼丸に命じられたものの実物を見たことが無いため手当たり次第に玉の形状をしたものや「玉」と名前の付いたもの（ビー玉やけん玉）を集めていた。武蔵一行と遭遇した際には「伝説の玉（氷の玉）」を含めて合計99個の「玉」を集めていた。
武蔵に言いくるめられ収集した玉の鑑定を依頼し、本物の「伝説の玉」を見つけた武蔵に「けん玉」を伝説の玉と言いくるめられるものの、その後のやり取りで刃一行と知って野球のユニフォームを着た大柄の牛に変身する。
闇の玉の世界から帰還した刃と「野球バット棍棒vs.刃新陰流風車」での野球対決を繰り広げ、とっておきの「フォーク風車」で三振するものの納得がいかずに逆上、氷の玉による冷気で全身が凍結しそのまま砕けて昇天する。
松尾芭蕉（まつお ばしょう）
声 - 青野武
江戸初期の俳聖にして伊賀忍者。
鬼丸が猿を媒介に魂を呼び込んだ。猿の体に起因する恐ろしい俊敏性と怪力の持ち主で、相手を石に変える特殊な含み針を用い、ナマコ男以外の刃一味を石像にした。扱う獲物は髑髏の意匠が付いた大鎌。
主である鬼丸でさえも倒そうとし天下をとるという野望を持っていたが、刃の作戦によって夢や野望を吸い取る闇の玉の中に吸い込まれる。
龍神
声 - 石井康嗣 / 大塚明夫
元々は平安時代、日本を制圧したかぐやの要求により龍神の玉を捜しに出かけた殿上人にして侍。
龍神の玉の力でかぐやに匹敵する力を与えられ、これを退けた。
千年の後、刃に龍神の玉を授けることとなる。かぐやとの対戦の際には刃の後見者として多大な助言を与えた。
その後、鬼丸がヤマタノオロチ復活を目論んだ際に復活し、窮地の刃を救ったが、自身は闇の鬼神ダークを道連れにこの世から消滅した。

### かぐや編
月星人
普段は月に住んでいる住人達であり、鬼丸との戦いの最中に刃が「龍神の玉」を手に入れたことにより女王かぐやが目覚める。かつて、月が荒廃してしまった（魔王剣が原因）ため、優れた環境を求めて地球を支配しようと考えており、宇宙船や未知のカーボン等、地球よりも遥かに高度な文明を持っている。
他の生命体および物体と合体することが出来る。月星人同士も可能である。合体回数に制限はないが、合体時は露出している耳を斬られると二度と元に戻ることは出来ず、分離もできない。一般的な兵員の用いる武器は餅つきの杵の形をしている。
アニメ版第1作では、最終回で刃にかぐやが封印された直後に他の月星人とかぐやは分離しており、帰郷している。
かぐや
声 - 深見梨加
月の女帝。一人称は「わらわ」。龍神の対になる存在で龍神が出現する際には自らも覚醒する。鉄刃と龍神は別の人物と見ているが刃が二代目龍神となるとその影響で彼女も永い眠りから目覚め、大軍を引き連れ地球へと攻め込んできた。
地球からは見えない月の裏側に拠点を持つ。YAIBAの世界では、おとぎ話の「かぐや姫」はフェイクの物語となっており、真実は1000年前の平安時代、地球侵略を目論み日本へとやって来て、一時は中枢である都を占拠した傲慢で残酷な征服者。
3つの宝を探し出すように要求したことが仇となり、初代龍神によって撃退された。その際、戯れに地球の女性（龍の巫女）に同化した状態で耳を斬られたため、巫女の身体に封じられて本来の力が出せず、彼女自身はこれを恥辱と考えており、普段はヘアバンドの付け耳を装着している。また、人である龍の巫女の体の影響で24時間ごとに若い地球人女性の精気（かぐや軍団は〈エキス〉と呼ぶ）を吸わなければ龍の巫女の体ごと老衰で死んでしまうという弱点も抱えている。 龍の巫女の子孫であるさやかのエキスが、本来の姿となるための鍵。
人間の姿はバニーガールのようなコスチュームをしていて、月星人の部下たちも認める美女だが、本来の姿は黒い体の巨大な怪物で、火力を抑えた状態で魔王半月剣以上の破壊力を出せるほど強大な力を持つ。しかし、かぐや自身は醜いこの体が気に入らず、容姿的には人間状態のほうを実は好んでおり、部下たちからもこちらの容姿の方が好評だった。
正体を知っているのはツキカゲなど部下の中でも限られたものだけであり、1000年前の侵略のいきさつを知らない若い者は人間の容姿をしている事を不思議に思っていた。
かつて自身が作りだし、月を死の星に変えてしまった魔王剣を恐れている（詳細は後述の「魔王剣」の項目を参照）。
クモ男の計画で誘拐された女性達が全員奪取された結果、エキスの供給元が失われたことで八つ当たりとしてさやかを誘拐し、刃（当代龍神）の前でさやかを老婆に変えて見せしめにしようとするも、さやかのエキスを口にした直後に本性である巨大な黒い怪物の姿が覚醒、さやかが龍の巫女の末裔であることに気付き、さやかの確保に方針転換する。
ゲッコーにさやかを誘拐させた後、満月の夜に紆余曲折を得てさやかの精気を吸い付くし、本性を完全に復活させるものの刃と鬼丸の風雷波が目障りとなり、刃から雷神剣を奪取して飲み込むことでこれを封じる。その後、龍神剣の力を解放した刃と鬼丸の「魔王半月剣」に逆上し最終的には全ての部下と共に地球と合体しありとあらゆる自然現象を操り日本を沈めようとする。しかし刃が放った龍神剣の渾身の一撃から地球を守るために力を使ったことで地球に封印された。
その後、ヤマタノオロチ編で地の民や鬼丸の行動で地球のバランスが崩れたことで息を吹き返した。さやかの決心から地の民の誘導によりさやかにとりつくが、鬼丸を倒して地球を守るため一時的に刃に協力。オロチの体内でさやかの叱咤激励をうけつつ体と精神の限界までオロチの心臓を止め時間を稼ぐ。
鬼丸とオロチ撃破後はさやかと分離し宇宙船へと帰投。更に全ての月星人と分離して人間の姿に戻り、月を地球のような緑の星に戻すという思いを胸に去っていった。その際には女の精気を吸う必要はなくなったようである。
アニメ版第1作では、かぐや編で最終回を迎えたため、作品における最後の敵となった。
ツキカゲ
声 - 中村大樹
ゲッコーの兄。かぐやに仕える幹部の最高位である将軍の位に就いている。
かぐやに絶対の忠誠を誓っており、彼女の危機の際に身を挺して庇っている。かぐやからも信頼されている。
戦闘の際はかぐやの扇を借り受け、彼女と同等の強力なビームを放つ。頭も切れ、刃たちの作戦を見抜いた。
一見若者のような風貌だが、1000年前の地球侵攻時から同行しており、軍団の中ではかぐやを除いて最年長である。
ゲッコー
声 - 矢尾一樹
ツキカゲの弟で色黒のウサギ。出来の良い兄と常に比較されてきたため、粗暴でひねくれた性格。
1000年前の地球侵攻時から同行しており、初代龍神と戦った経験がある。一方でかぐやへの忠誠心は高いものではなく過去にかぐやが長期休眠に入っている隙を狙ってクーデターを起こすものの失敗、鎮圧された後は終身刑囚として刑務所に入れられていた。そのため、ツキカゲからも危険人物として扱われていた。
地球侵略の際にかぐやにより刺客として牢獄より出される。その際に刃（当代龍神）を倒し、さやかを奪えば、日本を半分いただくとかぐやに要求した（かぐやは丸ごとくれてやると言い返す）。その後峰家に乱入、さやかを狙うもののさやかに化けた刃から至近距離で火炎玉を打たれたため一時離脱、龍神に対抗するべく宇宙船の封鎖区画に封印されている魔王剣を求める。
魔王剣の最初の所持者。当初片目は潰れていた（初代龍神によって潰された）が、魔王剣の力によって回復した。自身は半月剣が限界で満月剣は使いたくても素質が無い為に使えないことは認めている。作中では魔王剣を用いて龍神剣を持つ刃を圧倒、なぶり殺しにしている所をさやかとの取引で見逃す。
対魔王剣兵器である「風雷バズーカ」は刃が射線上に居たため、鬼丸が出した回避命令を聞いて咄嗟に避けたものの、その後2人が繰り出した風雷波に魔王半月剣を貫通されその波動が直撃し気絶。鬼丸と刃の共闘に敗れた後、何とか目を覚ますものの直後に鬼丸に殴られて魔王剣を奪われ再度気絶した。
その後の描写はないが他の月星人と同様に同化していたらしく、刃がオロチを退治後に再登場し、かぐやと分離後、刃に襲撃をかけようと考えていたため月に帰るというかぐやに不満を訴えていたが、しぶしぶ納得した。アニメ版第1作では、最終回でかぐやが封印後に月星人とかぐやが分離したためゲッコーとツキカゲも分離し兄と和解する。
マンゲツ
声 - 中嶋聡彦
かぐやに仕える幹部の一人。野心家で刃を倒し自分が将軍になろうとしていた。そのためツキカゲに対しても反抗的である。
東京の水攻めをかぐやに提案し実行。ロブスターやガスタンクと合体し、刃をぎりぎりまで追い詰めたが結局失敗する。
敗走後、かぐやに「永遠の休暇」として処刑された。
ミカヅキ
声 - 風間信彦
かぐやに仕える幹部の一人。
サメと合体したが、耳を斬られて分離不可能となった。
シンゲツ
声 - 松丸卓也
かぐやに仕える幹部の一人。
巨大イカと合体したが、耳を斬られて分離不可能となった。
ハンゲツ
声 - 松尾銀三
かぐやに仕える幹部の一人。
十兵衛に合体するが、酒を飲んで心がオオカミになった十兵衛のおかげで分離し、そのまま気絶して捕まった。
原作ではそれ以降は不明だが、アニメ版ではゲッコーにそれを咎められ、処刑される。

### ピラミッド編
このストーリーは、アニメ化（第1作）はされなかったが、後にゲームボーイ版として一部アレンジされて収録されている。各階のソルジャー達は地の民と鬼丸の合作であり、鬼丸の力も反映されている。
エメラルド
刃の前に表れた謎の少女。日本が沈むのを阻止するために刃たちをピラミッドに案内した。回復能力とバリアを張る力を持つ。
その正体は地の民によって作られたソルジャーの一人で「防御の戦士」。同型の戦士と区別する特徴として、髪留めを付けている。刃をおびき寄せるために記憶を消され、刃に味方をする人格を植えられていた。
ピラミッド最上階でダイヤモンドによって刃の味方であった時の記憶を消されると共に本来の記憶を戻され、刃たちと敵対し他の同型の3人と合体して刃を襲った。
覇王剣で受けたダメージにより合体を解除された際、防御の戦士であるため他の3人より頑丈だったことで一人だけ生存。刃の味方だった記憶と、本来の記憶がまぜこぜになり、再び刃を助けることになった。最期は日本沈没装置のガードシステムから刃を庇って破壊された。
ゲームボーイ版では始めは味方として攻略のアドバイザーだったが、敵である本性を表し、第7章の4体目のボスとして登場。原作とは異なり直接刃に倒された。
岩石戦士（がんせきソルジャー）
刃を襲った最初のソルジャー。下級戦士だが、雷神剣の攻撃が通用しないほど頑丈。
新技「十文字斬り」によって斬り裂かれ、最期は刃を巻き込んで自爆した。
ゲームボーイ版では第1章のボスとして登場。
スギ花粉戦士（すぎかふんソルジャー）
ピラミッドの最初のフロアで戦ったソルジャー。
スギ花粉を用いて強制的に花粉症にすることで刃の集中力を下げることに成功するが、水着をマスク代わりにした刃の十文字斬りにより倒された。
ゲームボーイ版では第2章のボスとして登場。
雪だるま戦士（ソルジャー）
ピラミッドの2番目のフロアで戦ったソルジャー。情に訴えかけて騙し討ちするなど卑怯な性格。
数多くの小さな雪だるまを子分に従えている。攻撃手段は子分の小さな雪だるまによる「かごめかごめ」で発生する冷気を使った凍結攻撃。刃の十文字斬りにより倒された。
ゲームボーイ版では第3章のボスとして登場。
蟻戦士（ありソルジャー）
ピラミッドの3番目のフロアにいたソルジャー。
体格に比した腕力と頑丈な体という能力はすごいものの、その名の通り数センチしかない小さなソルジャーのため、刃達からは相手にされなかったため戦うこともなく、ギャグキャラとして描かれた。
なお、ゲームボーイ版では第4章のボスとして登場、刃と同じ背丈であった。
葡萄戦士（ぶどうソルジャー）
ピラミッドの4番目のフロアで戦ったソルジャー。
武道の達人であり、果実のような重りを取り除くと身が軽くなり、速度が上がる。「巨峰弾」という気弾を放つことが出来る。
刃の咄嗟の機転により、ピラミッドの外にはじき出され、そのまま地上へ転落した。
ゲームボーイ版では第5章のボスとして登場。
キノコ戦士（きのこソルジャー）
ピラミッドの5番目のフロアで戦ったソルジャー。
毒キノコを使い、さやか達を操った。鬼丸の力が強く反映されているため、雷神剣・風神剣を操る力を持っている。十文字斬りをくらい倒される。
ゲームボーイ版では第6章のボスとして登場。
ルビー
ピラミッド最上階手前で刃を待ち受けた3人のソルジャーの一人。ショートヘアで、イヤリングをつけている。
「力の戦士」で指先一つで刃の斬撃を止め、弾き飛ばすほどの剛力を持つ。エネルギー状の斧のような武器を生み出して使う。
刃の機転でサファイアと同士討ちにさせられたところを風神剣と雷神剣の攻撃を受けて倒される。その後同化して襲いかかるも覇王剣の攻撃で破壊された。
ゲームボーイ版では第7章の1体目のボスとして登場。
サファイア
ピラミッド最上階手前で刃を待ち受けた3人のソルジャーの一人。髪留めのゴムをつけている。
「技の戦士」で一目見ただけでその技をコピーすることが出来る能力を持つ。ルビーと同じくエネルギー状の武器を作り出すことができ、サファイアは武器の能力も真似できる。
雷神剣の真似武器を用いて刃との戦闘の際には「かみなり斬り」や「風車」や雷神剣の雷の波動を使って苦戦させた。
ルビーと共に刃に倒され、同化した後に受けた攻撃が元で破壊された。
ゲームボーイ版では第7章の2体目のボスとして登場。
ダイヤモンド
ピラミッド最上階手前で刃を待ち受けた3人のソルジャーの一人。 カチューシャをつけている。
「頭脳の戦士」で状況把握や敵の身体状態の解析、攻撃の予測や見切りなど対処に優れることで力と技の2人に勝る戦闘力を持つ。鎌や棘状のエネルギー武器を使う。
十文字斬りさえも攻撃予測により正面から受け止めて見せた。
わざと雷神と風神を暴走させた刃の行動が予測できず苦戦したことで他の3人と同化して刃に挑むが、覇王剣によりに破壊される。
ゲームボーイ版では第7章の3体目のボスとして登場。
ジュエル
4人のアンドロイド（防御の戦士エメラルド、力の戦士ルビー、技の戦士サファイア、頭脳の戦士ダイヤモンド）が同化した、力と技、頭脳と防御を兼ね備えた最強の戦士。
4人の時とは異なり褐色の肌を持つ。
怪力、刃の十文字斬りのコピー、バリヤーなど様々な力を使い刃を圧倒するが、突如出現した覇王剣を手にした刃に片腕ごと斬り裂かれ爆発、元の4体に分離し木っ端微塵に破壊された。
ゲームボーイ版では第7章の5体目のボスとして登場。

### 地底世界編
ゴールド
地底世界で登場したソルジャー。
黒い肌に巨大な体躯を持つ、一つ目の怪物。大きな片刃剣で攻撃を仕掛けるが試作段階のまま投入したため頭脳は赤子程度であり、言葉も喋れない。
ゴムのように全ての攻撃（打撃や斬撃）などを跳ね返す特殊な身体をしている。また、体を伸ばしたり、一つ目から念動力を出して相手の動きを奪うこともできる。
鬼丸の持つ魔王剣の邪悪な力によって鬼と化して鬼丸の意志のままに操られ地底世界を葬ろうとするも、最期は炎を纏った覇王剣の刀身に体を貫かれ破壊された。ゲームボーイ版ではシルバーと共に第9章のボスとして登場、最終ボスである鬼丸の前座を務める。
シルバー
地底世界で登場したソルジャー。口から取り出した棘鉄球を武器として使う。
見かけや能力はほぼゴールドと同じだが、ゴールドの反省を踏まえ開発リソースを操作・指示系統に回したため装甲が不完全で目が弱点となっている。
その分兵力としてはこちらのほうが完成度が高く、命令を聞く程度の知性は持ち合わせている。口から恐ろしく強い電撃を出すことが出来、雷でさえ平気な刃を苦しめた。
最期は刃に目つぶしをされた状態でゴールドを攻撃して仲間割れを起こし、そのままゴールドに唐竹割りに斬られ、破壊された。ゲームボーイ版ではゴールドと共に第9章のボスとして登場、最終ボスである鬼丸の前座を務める。
ムカデソルジャー
地底世界で登場したソルジャー。多数の腕にそれぞれ剣を持つ。
覇王剣を手にした刃に瞬殺された。ゲームボーイ版では第8章のボスとして登場。
ボス
地底世界の長。普段は滝のシールドの中にいる。
当初は地球を汚す地上人を憎み、滅ぼそうと刃達に敵対していた。その後は鬼丸に裏切られ、滅ぼされそうになった地底世界を救うために戦った刃たちの姿を見て心変わりをし矛を収め、地上人への希望を持つ。
後のヤマタノオロチ戦の時には刃に助勢する。ヤマタノオロチの攻撃から刃一行を守るとともに、瀕死の刃にヒーリングのような能力で回復を行い、覇王剣に纏わる伝説を語った。
また地球と合体したかぐやが本格的な活動を行わないように大地に強力なシールドを巡らせて復活を阻止していた。

### ヤマタノオロチ編
占い師
口が少々悪く、謎の多い老婆であるが悪意はなく、占いの腕は確か。
近頃、周囲の人物から「死相」が感じ取れることで警戒していた所に遭遇した刃こそ「死相の中心」であると直感し警告する。
レイン戦後、刃からいちゃもんをつけられるが（自身が鬼丸ならば）間髪入れずに刺客を送ると再度警告して急ぎ峰家への帰宅を勧める。
東京の封印破壊後に峰家に現れ、「東北の封印は諦めて北海道の封印を全力で死守した方が鬼丸の計画を妨害できる可能性が高い」と助言し、刃が「風雷剣」と呼んでいる魔剣の真の名「覇王剣」について知りうる限りのことを語り自身は外国へ避難する。
レイン
鬼丸の刺客で水の鬼神。
水魔の太刀の使い手で、水を自在に操る。
少女に変身して、刃に近づいた。　
バーナー
鬼丸の刺客で炎の鬼神。
炎魔の太刀の使い手で、火を自在に操る。
また、強力な炎を放つ盾も持つ。
口が軽く、ヤマタノオロチの封印のことをペラペラ喋ってしまったためにダークにトドメを刺される。
ダーク
鬼丸の刺客で闇の鬼神。
黒鬼に変装して口を滑らせたバーナーを誅殺し、「関ヶ原で逢おうぞ」と刃達に言葉を残してダークゾーンの移動能力で姿を消す。
闇を自在に操り、移動手段にもなる隔離空間を作る『ダークゾーン』や閉じ込めた対象を次元の狭間に消し去る『デルタゾーン』という技を用いる。
北海道での戦闘時、覇王剣の天候操作の力で発生した雷光で刃を閉じ込めたダークゾーンが破壊されると、さやかをデルタゾーンに閉じ込め覇王剣を捨てるように刃を脅迫する。要求に応じた刃に対し更に騙し討ちをかけ刃もデルタゾーンに閉じ込めるが、鬼丸のオロチ復活の為の破壊活動で目覚めた龍神により刃とさやかを閉じ込めていたデルタゾーンを破壊され形勢を逆転される。
最後は一撃で自身の体力80%も消費する切り札『超デルタゾーン』に龍神を閉じ込め、龍神の刀を破壊し脱出できなくしたところに龍神からの特攻を受けてダーク自身も巻き込まれ、龍神と共に次元の狭間に消えた。
プラズマ
鬼丸の刺客で光の鬼神。
光を自在に操り、小次郎に化けたり、蜃気楼を見せることが可能。
光の化身であるため気配を持たず、刃が呼んだ雷雲によって刃一行を惑わした幻の対策はされたものの、太陽光の1万倍のエネルギーのある稲光を吸収しパワーアップした。
最後は封印の氷と刃を巻き込む形で自爆しヤマタノオロチの最後の封印の守りを消し去った。
ヤマタノオロチ
鬼丸が復活させた太古の伝説の魔物。八つの封印の剣で封印されていたが、鬼丸によって復活させられる。
かつてスサノオにより大地に封印されたが、人間の邪気を吸いながら巨大化し、ユーラシア大陸と陸続きだった日本列島そのものがヤマタノオロチと化していた。
復活直後は日本列島の形の一つ首の竜だったが、途中で八つ首の本来の姿へと戻った。
復活後は鬼丸に操られアメリカ合衆国西岸部を襲うが、さやかと融合したかぐやに体内に侵入され、心臓を強制的に停止させられて活動を阻害される。
覇王剣を持つ刃によって弱点である角を切られ邪気が消滅し、再び大地（日本列島）に姿を変え、覇王剣が封印の礎となることで完全に封印された。なお、この際にひっくり返った形で日本列島が再生しており、東西南北が逆転してしまっている。

### 織田信長御前試合編
鳥兜権三（とりかぶと ごんぞう）
全国大会の決勝で刃と対戦した七段位を持つ剣士。警視庁勤務の警察官。
前年度の大会では雷蔵を下し優勝しているが、刃相手に手も足も出ずに敗北。その後、織田信長御前試合に出場しようとしていたが、途中で出会った刃も参加すると聞いて引き返して行った。
沖田 総司（おきた そうし）
声 - 遊佐浩二（名探偵コナン）
新撰組の天才剣士・沖田総司の6代目。
名刀菊一文字を持ち、初代沖田（新撰組の一番隊組長）の三段突きを上回る五段突き（眉間・喉・胸・両肩の5か所を突く）の他、祖父と稽古していた時に偶然できたという「逆手に持った刀で地面を斬りつけ、地面に溜めた気を爆発させると共に相手を斬り上げる」技（本人が名を付けなかったため無名）も持つ。
準決勝で刃と戦い圧倒する程の資質を見せたが、刃が無意識に出す「闘刃」に翻弄され剣の道の奥深さと怖さを実感する。元々、剣術との関係を断つために祖父との交換条件で優勝を目指していたが、剣の道に漸く意義を見出せたことと刃の信念を心の底から認め、本人の試合放棄により敗北。
天才的な資質に裏付けられた実力を持つが、才能がありすぎて手ごたえを感じず、剣に対し意欲を持てなかったものの、刃との戦いを経て考えを改め、剣の道を究める方針を固める。
御前試合の優勝最有力候補で刃を含めた上でもオッズは1番人気、刃のエントリー前には「ゴズマが唯一負けうる存在」として白銀グループの総資産の半分が賭けられていた。
『名探偵コナン』にも主要人物の1人として登場。31巻では平次により存在が示唆され、93巻でコナンたちと直接対面し、大岡紅葉と高校の同級生であることや、95巻では本作での刃の妹・諸羽に惚れていることなども語られている。本作でも剣を続けており、平次と対戦して勝ったことがあり、得意の五段突きは平次を負傷させたことがある他、空手が得意な毛利蘭ですら速すぎて一回の攻撃にしか見えなかったと発言するなど飛びぬけた才能を変わらず発揮している。
フレデリック・ルーサーIII世（黒き男爵）
全身に黒い装束を装った貴族風の剣士。
一見正々堂々とした闘いを好むように装っているが、実際は「勝利こそ正義」という考えで戦う騎士。負けそうになると卑劣なだまし討ちをためらいなく行う。
武器はサーベルを使う。愛馬の名はペガサス。
ゴズマ
白銀グループの送り込んだ戦士。
幼少の頃から厳しい訓練を課せられた上、全身の筋肉に電極を埋め込み運動能力を向上させた「超強化人間」に改造されている。身体改造に伴い主な痛覚が排除されているため、ダメージに構わず攻撃を行う。
孤児という境遇の出身で白銀グループに拾われた後はその恩義に報いる為に痛覚が残っている段階でも電極ユニットを流れる電流から発生する痛みに耐え、白銀総帥の野望の為に粉骨砕身する義理堅い性格で、刃に転落死から救われた際にもその恩義に報いる。刃に敗れた際に、次はユニットなしで戦い勝利してみせるという誓いを示した。
必殺技は自身の重量とユニットにより超加速した剣撃の壁「ナイアガラクラッシャー」。
白銀グループの総資産の半分が賭けられていたが、負けたため白銀は（その時点と次戦の沖田戦後の段階では）大損した。

### その他の登場人物
須堂先生（すどうせんせい）
声 - 佐藤正治 / （キャスト無）
さやかと鬼丸の中学校の剣道師範。剣道5段。
鬼丸 妖女（おにまる あやめ）
鬼丸の姉。おしとやかな和服美人で、弟と同様に武道に優れているらしく、薙刀に精通している模様。原作漫画では、弟の不在中、刃が鬼丸邸に乗り込んだ際は自ら刃の相手をしようとしたが、祖父に宥められた。
アニメ版では第1作・第2作共に未登場（第2作では祖父とともに旅行中で、弟が一人暮らしの為、写真でのみ登場している）。
シオジ
声 - 松井摩味 / 長谷川暖
作中世界にあるテレビ局「ブシTV」のアナウンサー。
日本の支配者となった鬼丸に戦いを挑む刃たち一行を追跡して戦いを解説していた。
大和 撫子（やまと なでしこ）
声 - 千本木彩花（真・侍伝 YAIBA）
6年前、ジャングルで猛獣に襲われたところを刃に助けられたのをきっかけに刃に恋をした少女。
その時の「強くなれば（嫁に）もらう」という刃との約束を信じ、峰道場に道場破りとして現れ、さやかに勝負を挑むも、実は約束は刃の勘違いだったことが判明。結局勝負にも敗れ、傷心し刃との縁を切ろうするが刃からの励ましの言葉により一念発起し「次はもっと強くなって帰って来る」と約束した。
テレビアニメ版第2作では龍神の玉編で登場し、玉探しで刃一行に加わる。
名前に違わず、凛とした佇まいと物腰、女好きの武蔵と小次郎はおろか、女性に興味の無い十兵衛すら魅了したほどの美貌の持ち主。
ドクロ
峰家の天井裏に住むネズミ達を恐怖で支配し、力や策略で追い詰めて殺す事を楽しむ野良猫のボス格の傷だらけの黒猫。
配下の野良猫も大勢存在し、峰家のネズミ達に兵糧攻めを止めて欲しければ食料もしくは生贄を出せと難癖をつけて脅迫をする。その性格は生来のものではなく、子猫の時分にかつての飼い主の引越の際に捨てられたこと（実際は間違いで引っ越しのどさくさではぐれただけ）で一転して弱者となり、瀕死の怪我を負う毎日を繰り返すうちに力を渇望し、絶対視するようになった。
ネズミの秘薬で小さくなった刃とさやかが指揮する防衛線に乱入し、天井裏の灯り用の蝋燭を倒し峰家道場の天井を全焼させる。そこで燻り出されてきたネズミ達と刃を執拗に甚振るも、かつて道場の屋根に落下した不発のロケット花火を発見・それに乗って突っ込んできたさやかの一撃を喰らい屋根から落下し負傷。自身の敗北を認めつつ人間への呪詛を吐き続ける所でかつての飼い主と遭遇。涙ながらの謝罪を受け、捨てられたことを誤解だったと悟りそのまま元の飼い主へ引き取られる。
神様
天界に暮らすこの世で一番偉い人物。
退屈なのが大嫌いで「銀河系のすべての星々をぶつけていざこざを起す」などととんでもない発言をする危険人物。
退屈しのぎにと全世界規模のレース、「万国チキチキグランプリ」を開催する。
本筋のストーリーには登場しない、あくまで番外的なキャラ。
天使
サングラスを掛けた、キューピー頭のエンジェル。
チキチキグランプリでは、アナウンサーを務め、スタート、ゴール地点では拳銃を鳴らしたり、インスタントカメラで写真を撮って、優勝者を決めたりした。
神様に比べれば、よっぽどマトモな感覚の持ち主。
青山 剛昌（あおやま ごうしょう）
この漫画の作者。
金目当てでチキチキグランプリに参加し、作者の特権を悪用した卑怯な手段（先頭を走っていたさやかを消しゴムで消し、その後、大分後ろにさやかを書き加えた）で優勝を狙うも、神様の怒りを買って天罰を喰らい、リタイヤした。

## 登場する剣
『YAIBA』にはその題名が示すとおり、様々な剣が登場する。
雷神剣
雷神の力が宿っている魔剣。ムサシ曰く「その昔雷神と風神が仲違いした時、腕を切り落とされた雷神が持っていた剣」で、風神剣に相対する。反りの無い大刀に近い形状の刀身と雷を模した独特な形の鍔に玉を嵌める穴がある。
本来は鬼丸家の地下にあったが、風神により雷神の腕ごと斬り飛ばされた形で天狗岳に飛ばされていた。以降はムサシが住み着いて監視しながら剣を抜こうと試みていたが、一度も抜けなかった模様。
雷神の意識が宿っており、剣が認めたもの以外が剣に触れるとその者に雷が落ちる。その為、雷神の玉が嵌っている間は基本的に刃しか触ることが出来なかった（例外は自身が鬼になった鬼丸）。鬼丸城での死闘の末に雷神の玉は刃の手から離れて鬼丸の手に渡り以後は鬼丸が所有していた（雷神の玉がない刃は鬼丸にかなわないためこの事が龍神の玉を探すきっかけとなる）が、かぐや編で下記の風雷波のため再び刃の元に戻り、直後に真の姿を取り戻したかぐやに剣もろとも呑み込まれてしまうが、かぐやを封印すると自力で刃の元に帰ってきた。以後は下記の覇王剣になるまでは刃が所有していた。
仮に扱えたとしても、強靭な精神力が無い限り剣に宿っている雷神に意識を乗っ取られてしまう。刃ですら精神が未熟な時期は本人の意思に関係なく乗っ取られていた（その際、刃本人は鬼になった鬼丸同様にその時の記憶を持たない）。雷神の干渉を跳ねのける精神力が無いと最終的には鬼丸同様、頭部に角が生えた鬼になると伝えられている。ゲロ左衛門との戦いで暴走した際に偶然から雷神の玉が剣から外れ、「使いこなせないなら付けておく方が危険」とさやかが雷神の玉を預かることとなり、しばらくの間雷神の玉無しの状態で戦うことになる。この状態でヘビ男に剣を弾かれた際、玉の抜けた穴を支点にして回転する剣を利用した技が「せんぷう剣」である。
往年の剣豪たるムサシが驚くほど「重い」剣。刃はこの剣を制御しようと努力する過程で雷に対し耐性がつき、最終的には少々の電撃ではびくともしなくなった。
雷神に乗っ取られることなく制御した状態で玉の力を解放すると使用者から雷が迸り、触れたものを感電させる他、斬撃状に雷の力を飛ばすことが出来る。また、龍神剣を使った際の応用で空を飛ぶ事もできるが推進力として波動を出し続けなければならず、全力の攻撃波動を発するには自由落下中に使うか足場が必要。
元々は風神剣と一つの剣であり、後述する「光の聖剣・覇王剣」が神々によって2つに分けられた時に生じた片割れの一方である。
二つの力を同時に使うことで力が共鳴し、ピラミッド編で風神と雷神を意図的に解放したのをきっかけに風神剣と合体した。
風雷波
風神剣と雷神剣の相反する力をぶつけ合わせ、スパークさせた合体技。作中では刃が鬼丸の肩に乗った状態で鬼丸と剣を打ち合わせる形で放っている。この技で魔王半月剣を破ってゲッコーに勝利した。
星を砕く魔王剣に対して「銀河を貫く威力がある」というが、金棒博士によると生身の使い手では身体が耐えられず砕け散ってしまう恐れがある。同じ理屈で作られた「風雷バズーカ」も急造品とは言え、一発しか撃てなかった。
風神剣
風神の力が宿っている魔剣。雷神剣に相対する。雷神剣同様、反りの無い大刀に近い形状の刀身と独特な形の鍔に玉を嵌める穴がある。
鬼丸家に代々伝わっていたものであり、祖父にこの剣を与えられた鬼丸は刀身に透かし彫りされていた秘伝に従って修業したが、力を欲したあまりに刃と異なり風神を抑え付けられず逆に同化してしまい、鬼の力に飲み込まれて鬼になってしまう。
玉の力を解放すると雷神剣同様、斬撃状に風の力を飛ばすことが出来る他、刀を振るだけで切っ先から風が舞い起こる。また刀身を風が覆い直接触れずとも相手を切り裂く。雷神剣と同様に選ばれた者にしか使えないのならば、鬼丸も刃と同じくスサノオの血を引いていることになる。
四天王編で「玉ありかみなり斬り」の威力に耐えかね刀身が折れるも、金棒博士の技術により強化再生した。この際、金棒博士から普通の刀身とは異なる特殊な金属で作られている旨が報告された。
再生後、鬼丸によるクモ男への懲罰（八つ当たり）の際に偶然竜巻を発生させ、後に軌道上の人工衛星まで届きうる射程と地球の地表を抉る威力を持つ「竜巻斬り」を完成させる（これで出現した竜巻に対して雷神剣単体では作中では対抗しうる手段がなかった）。
なお、力の源はあくまで“風神の玉”にあり、“雷神の玉”に入れ換えると雷神剣と同じ力も使える。そのため、（魔王剣という魔剣を当て込んでいた）鬼丸より雷神剣を失った刃に譲られ、かぐや編以後は刃が所有。ピラミッド編で背中に雷神剣、腰に風神剣の二刀流で「十文字斬り」を編み出した。
その後の動向は上記同様。
龍神剣
雷神剣もしくは風神剣が龍神の玉の力により変化したもの。玉の力を引き出していない時は元の剣の形状に戻る。
刀身は諸刃に変化し玉を嵌める部分には龍の頭部を模した装飾が付く（原作では「火」の力を使った後に用いられる排気用の管もある）。元々は空を飛ぶ浮遊鬼丸城に辿り着くために空を飛べたらという理由で探し始めた。
下記の7つの伝説の玉を手に入れた後、富士山でそれらと引き換えに試練の洞窟に入り、龍神の玉を入手する。当以外の6つの玉各々を数段上に強化された力に加え、飛行やバリアなどの能力を持つ。かぐや封印後は先代の龍神の下に戻った。
7つの伝説の玉および力
* 水…水神の玉。水を操り海を割って渡れるほどの力を持つが、近くに水が無いと玉を嵌めた剣から少量の水が出る程度。琵琶湖で発見。
* 金…金長狸の化け玉。変身できる。剣山で発見。
* 火…赤龍の玉。使い手を炎で包み火球を打ち出す。阿蘇山で発見。
* 大…大仏の玉。大仏を動かす他、剣にはめると使い手ごと巨大化する。ただし長時間の使用はできず、使い続けていると玉が黒くなっていき巨大化の効力が失われて行く。時間経過で元に戻るが中途半端な状態だと体の一部分のみが巨大化する。奈良で発見。
* 闇…大きな夢を持つ者を吸い込み、その夢を吸い尽くしてしまう（吸い出された夢は『脱出以外』の願いを叶えるために玉の内部に溜められ、玉の内部で願い事がある時に使われる）。脱出するには出口の番人を倒しそこから進んだ先にある階段（「光」と書かれた場所があり、そこから階段が出現する）を上がらなければならない。新潟で発見。
* 氷…吹雪を放ち敵を凍らせる。北海道で発見。
* 当…他の6つの玉と龍神の玉の在処を知っている、しゃべる玉（刃達は最後に入手したので、意味がある情報は龍神の玉に関してのみだった）。東北で発見。声 - 千葉繁
* 龍…龍神剣に変化する際、浮き出る［当］に替わる7つめの力。発動中は飛行でき、剣からの波動を推進力として高速の飛行ができるほか、バリアを張る能力がある。使用できる各種能力は使い手の体力に依存し、体力が尽きると玉の「龍」の文字が消え能力も使えなくなる。通常、玉の「龍」の文字は淡い緑に黒字だが真の力開放時は白字で浮き出る（アニメ版）。
なお、先代龍神は剣を使わずに龍神の玉を使いこなしている。刀はごく普通のものらしく、ダークとの戦いで折れてしまった。
7つの力を同時に発動することにより、真の『龍神の玉』の力を開放する。その際、刃（ヤイバ）のまわりに白い龍のオーラが出現。龍神剣から波動を放つと、龍の咆哮のように見える。
覇王剣
雷神剣と風神剣が合体して出来た光の聖剣。
二つの魔剣の本来の姿。最初、刃とさやかは「風雷剣」と呼んでいた。
二つの玉が埋め込まれた形になっており、柄に近いほうが風、鍔に付いているほうが雷になっており、風神剣と雷神剣の力の共鳴を利用した技、「風雷波」「十文字斬り」以上の力を一本で出せる。元の二本の魔剣とは異なり刀身は諸刃。出現当初は刃の感情が昂ると刀身が炎に包まれ、切れ味が増すという描写があった。
地球上のあらゆるエネルギーを吸収して行使する力があり、力の一端として天候操作や剣からオロチの首や「魔王半月剣」すら穿つ波動を発するといったことが可能。その力を発揮すると前者の場合は「風」と「雷」両方の玉の文字が浮き出る。後者の場合は「風」の文字の代わりに「天」の文字が浮き出てくる。
その刀身はそのままでも風雷の両魔剣以上の切れ味を有する。しかしスサノオ曰く、刀身本来の役割は覇王剣の強大な力を封印するための鞘でしかなく、覇王剣本来の力とは『地球から集めたエネルギーを、使い手の“闘気”で光の刃に変える』ことであり『それまでに出していた波動は鞘から洩れる淡い光にすぎない』と刃に説いている。
真の力である光の刃の切れ味は鬼丸の「魔王満月剣」をも真っ二つにし、オロチの躰を容易に切り裂く。一方で使い手の鉄刃をもって『剣が斬れ過ぎる！』と評され、壁（作中ではオロチの体表）に引っ掛けての落下防止すらも儘ならない程。
かつてスサノオが「ヤマタノオロチ」を封印するために天照大神から授かったもので、オロチ封印後の平和になった世には力が強大すぎるため、雷神剣と風神剣に分けられていた。二つの剣（とその持ち主）は対立する関係にあったが、オロチと比べれば「ましな部類」に納まるものという事らしい。
決戦後、完全にオロチを封印するために刃の手でオロチが変じた大地（日本列島）に突き立てられ、地中深くに送られた。それにより封印は成されたが、大地に戻る際日本列島の北と南が逆になってしまった（つまりこれ以降、沖縄が北で、北海道が南となってしまった）。
魔王剣
月でかぐやによって作られた暗黒の魔剣。刀身は黒色で諸刃だが片側の一部が抉れている左右非対称の形状。光の聖剣である覇王剣とは光と影のような存在であり、悪の力を吸い込み力へと変える。
星すら破壊する力があり、月を荒涼の星と化してしまった元凶。実はかつて月は地球同様に美しい星だったが、魔王剣の使用によって大気や海が全て消し飛んだ結果、死の星と化したという過去がある（その際誰が魔王剣を使ったのかは不明）。力を行使する際、柄の骸骨のような装飾の口の部分に、使う技に対応して月の満ち欠けのような光が浮かぶ。
三日月、半月、満月と三段階あり、満月までエネルギーを貯めると星一つを死の星に変える程の力を放つことが出来る。また上記の月とは別に刀身を覆う伸縮自在のエネルギーのようなものがあり、それに触れることでも切断が出来る。使い手の技量を悪の力で底上げすることも可能で作中では鬼丸の横一文字の有効な間合いを大幅に伸ばした。
あまりに危険である為、かぐやにより封鎖されていた「宇宙船666エリア」内に封印されていたが、刃打倒に燃えるゲッコーの手により開放される。ゲッコーの敗北以降は鬼丸の手に渡る。
使い手によっては威力も異なり、鬼丸は三日月の力を風神剣の様に斬撃状の波動に変えて飛ばすことでゲッコーの半月剣以上の破壊力を、満月剣で星ごと粉々にするほどに使いこなしていた。
覇王剣のように『使い手の“悪の気”を黒い光の剣に変える』ことができる。作中では鬼丸が限界以上の力を吸収させたことで現れた。
最後は、刃の覇王剣に鬼丸のツノと共に破壊された。
水魔の太刀
水の鬼神レインの持っていた魔剣。
通常、楯となる物質・物体をすり抜けて相手の肉体のみを斬ることが可能。また、水を生み出す力があり強烈な水弾を放つことも出来る。
レイン本人以外の存在でも使用可能であるが、威力は使い手に応じて決定される。レインの死後はさやかが使用したが、バーナー曰く「水鉄砲程度の威力」。
炎魔の太刀
炎の鬼神バーナーが持っていた魔剣。
具体的な能力は不明だが、バーナーが纏わせた炎に包まれた状態では斬った物を金属すら伝わせて炎上させる他、炎を鞭のように操っていた。
封印の剣（作中では封印）
オロチが決して目覚めぬように古の神々によって作られ、その身（オロチの躰・後の日本列島）に八カ所に分けて突き立てられた直剣。
封印場所には共に封印塚が設置され、塚内部には封印の要である剣の位置を記した地図があり、本来は神に連なる者のみが手を加えることが出来るとされていた。
オロチの頭に当たる北海道の封印はとりわけ強固であり、鬼丸の攻撃すら受け付けない氷で覆われていた。
作中では全て鬼丸により抜かれ、その後踏み折られている。
剣十郎の木刀
刃の母から渡され、織田信長御前試合で刃が使った古びた木刀。柄の部分には父の名前の「剣十郎」と彫られている。
菊一文字
織田信長御前試合で六代目沖田総司が使用。初代沖田総司その人が愛用した名刀である。
物干し竿
佐々木小次郎の愛刀。
小次郎の「伸びろ物干し竿」という呼びかけに応じて刀身が伸びる妖刀。小次郎曰く、その伸びには限度がないらしい。また、折れても有効であり何度でも再生できる。基本的に小次郎の命令でなければ伸びないが、一度だけさやかの頼みを聞いて伸びたことがある。
柄紐は獅子の毛で編まれた物で物干し竿の凶悪な妖気を封じている。柄紐を解くと時空に穴が空きタイムスリップしてしまう。柄紐のほどけ具合で、どの時代へ穴が開いたかがおおよそ分かる。柄紐をほどくと過去へ繋がる穴が開き、結び直すとほどけた分と同じくらいの未来へと繋がる穴が開く。アニメではこの魔剣を調べれば雷神剣を使いこなす手掛かりになると思ったため武蔵が加入してすぐに巌流島に向かうという展開に変更された。
魔剣クサナギ
最終話（24巻）にて登場した赤い柄と諸刃の直剣状の刀身を持つ魔剣。
刃曰く「沖縄の先っちょ（＝日本列島、すなわち「ヤマタノオロチの尻尾」）で見つけた」。
刃の呼びかけに自ら駆けつけ、乗り物の代わりにもなる。光の速度で飛び、宇宙空間も移動ができる。

## テレビアニメ『剣勇伝説YAIBA』
1993年4月から1994年4月までテレビ東京とテレビ北海道との共同制作としてテレビ東京系列ほかにて『剣勇伝説YAIBA』としてテレビアニメが放送された。放映枠はテレビ愛知を除き金曜18時30分から19時00分。全52話。
ストーリーは原作のかぐや編までで、原作のいくつかの場面はカットされているため速いテンポで話が進んでいる。
2008年4月におはスタで「週刊少年サンデー創刊50周年記念」ベストセレクションとして一部の話が再放送された。

### スタッフ（剣勇伝説YAIBA）
- 原作 - 青山剛昌（小学館「少年サンデーコミックス」刊）
- 企画 - 伊藤善章（小学館プロダクション）、宇佐美廉（オービー企画）
- 企画協力 - 榎善教（エノキフィルム）
- チーフディレクター - 須藤典彦
- シリーズ構成 - 寺田憲史
- キャラクターデザイン - 松原徳弘
- 美術監督 - 金村勝義
- 撮影監督 - 池上元秋
- 音楽 - 田中公平
- 音響監督 - 三間雅文
- 音響制作 - 青二企画
- 総監督 - 湯山邦彦
- アニメーションプロデューサー - 神田修吉
- アニメーション制作 - パステル
- 広報担当 - 伊藤真里（テレビ東京）
- プロデューサー補 - 脇田勝（テレビ東京）
- プロデューサー - 清水睦夫→小林教子（テレビ東京）、中沢利洋、奥野敏聡
- 色彩設計 - 佐藤和子
- 編集 - 辺見俊夫、山森重之
- 効果 - 今野康之
- 調整 - 山田富二男（ニュージャパンスタジオ）
- タイトル - マキ・プロ
- 現像 - イマジカ
- 音楽制作 - ユーメックス
- 音楽協力 - テレビ東京ミュージック
- 演出補佐 - 村田和也
- 制作デスク　- 太田昌二、吉田幸夫、小板橋司、平松巨規、山田良一
- 制作協力 - エノキフィルム
- 製作 - テレビ東京、テレビ北海道、小学館プロダクション

### 主題歌（剣勇伝説YAIBA）
「勇気があれば」
カブキロックスによるオープニングテーマ。作詞は氏神一番、作曲は大槻セイシロー、編曲はカブキロックス&角田英之。
「神智学無き戦い」
カブキロックスによるエンディングテーマ。作詞は大槻ケンヂ、作曲は網倉一也、編曲はカブキロックス。

### 各話リスト（剣勇伝説YAIBA）
| 話 | 放映日        | サブタイトル               | シナリオ   | コンテ       | 演出         | 作画監督            |
| -- | ------------- | -------------------------- | ---------- | ------------ | ------------ | ------------------- |
| 1  | 1993年 4月9日 | 平成の侍ヤイバ登場!        | 寺田憲史   | 湯山邦彦     | 勝亦祥視     | 広田正志            |
| 2  | 4月16日       | よみがえる風神の剣!        | 寺田憲史   | 須藤典彦     | 須藤典彦     | 一石小百合          |
| 3  | 4月23日       | 雷神の剣/風神の剣          | 寺田憲史   | 山口美浩     | 山口美浩     | 石丸賢一            |
| 4  | 4月30日       | 八鬼・カエル男の襲撃       | 寺田憲史   | 鈴木卓夫     | 鈴木卓夫     | 重国勇二            |
| 5  | 5月7日        | 必殺技せんぷう剣!!         | 大橋志吉   | 山口頼房     | 山本裕介     | 向山祐治            |
| 6  | 5月14日       | 恐怖のナメクジ男参上       | 大橋志吉   | 大地丙太郎   | 大地丙太郎   | 藤田宗克            |
| 7  | 5月21日       | 八鬼・クモ男の弱点!?       | 寺田憲史   | 松村康弘     | 松村康弘     | 中澤一登            |
| 8  | 5月28日       | 吸血鬼・バットガイ!        | 大橋志吉   | 吉田浩       | 吉田浩       | 広田正志            |
| 9  | 6月4日        | 鬼丸まんじゅうの秘密       | 静谷伊佐夫 | 関田修       | 関田修       | 遠藤栄一            |
| 10 | 6月11日       | 天才剣士小次郎復活         | 大橋志吉   | 高橋ナオヒト | 高橋ナオヒト | 千羽由利子          |
| 11 | 6月18日       | 剣豪日本一はだれだ!!       | 寺田憲史   | 松浦錠平     | 松浦錠平     | 菊地城二            |
| 12 | 6月25日       | 秘技カミナリ斬り誕生!      | 寺田憲史   | 山口美浩     | 吉田俊司     | 石丸賢一            |
| 13 | 7月2日        | 巨大アンコウ!?鬼丸城潜入   | 静谷伊佐夫 | 木村哲       | 久米一成     | 金子紀男            |
| 14 | 7月9日        | 消えた?強敵カメレオン!     | 大橋志吉   | 山本裕介     | 山本裕介     | 向山祐治            |
| 15 | 7月16日       | 小次郎が裏切った!?         | 寺田憲史   | 大地丙太郎   | 大地丙太郎   | 藤田宗克            |
| 16 | 7月23日       | 四天王最強マシン襲撃!      | 寺田憲史   | 松村康弘     | 松村康弘     | 中澤一登            |
| 17 | 7月30日       | 風雷激突!!ヤイバ対鬼丸     | 静谷伊佐夫 | 松浦錠平     | 松浦錠平     | 菊地城二            |
| 18 | 8月6日        | 伝説の玉をさがせっ!        | 大橋志吉   | 渡辺信一郎   | 村田和也     | 谷口守泰            |
| 19 | 8月13日       | 金の玉は何の玉?            | 大橋志吉   | 吉田浩       | 吉田浩       | 千羽由利子          |
| 20 | 8月20日       | 赤龍伝説!!天草四郎現わる!  | 寺田憲史   | 松村康弘     | 松村康弘     | 佐々木敏子          |
| 21 | 8月27日       | 熱地獄!火炎の玉を奪え!!    | 寺田憲史   | 山口美浩     | 山口美浩     | 石丸賢一            |
| 22 | 9月3日        | 天下の大泥棒・ゴエモン     | 静谷伊佐夫 | 大地丙太郎   | 大地丙太郎   | 藤田宗克            |
| 23 | 9月10日       | 巨大決戦!大仏vs大阪鬼丸城  | 大橋志吉   | 村田和也     | 村田和也     | 一石小百合          |
| 24 | 9月17日       | 敵か味方か?柳生十兵衛復活! | 寺田憲史   | 湯山邦彦     | 日下直義     | 広田正志            |
| 25 | 9月24日       | 待ちうける罠!?川中島決戦   | 寺田憲史   | 湯山邦彦     | 日下直義     | 深沢幸司            |
| 26 | 10月1日       | 闇の玉は暗黒世界への入口   | 寺田憲史   | 須藤典彦     | 村田和也     | 一石小百合 谷口守泰 |
| 27 | 10月8日       | 夢をすてるか!特訓必殺剣    | 寺田憲史   | 広田正志     | 日下直義     | 広田正志            |
| 28 | 10月15日      | 剛球勝負!弁慶を打ちとれ    | 寺田憲史   | 加戸誉夫     | 加戸誉夫     | 一石小百合 松岡秀明 |
| 29 | 10月22日      | なにっ!伝説の玉が10万個?   | 寺田憲史   | 松村康弘     | 松村康弘     | 佐々木敏子          |
| 30 | 10月29日      | 石化の毒針!モンキー芭蕉    | 静谷伊佐夫 | 遠藤徹哉     | 勝亦祥視     | 深沢幸司            |
| 31 | 11月5日       | 目指せ!富士山龍神の玉!     | 静谷伊佐夫 | 大地丙太郎   | 武藤裕治     | 藤田宗克            |
| 32 | 11月12日      | ヤイバ7つの玉を失う!?      | 寺田憲史   | 須藤典彦     | 阿部雅司     | 宍戸久美子          |
| 33 | 11月19日      | 非情なる龍神の試練!        | 寺田憲史   | 遠藤克己     | 松園公       | 神宮美八子          |
| 34 | 11月26日      | 消えていく仲間たち         | 寺田憲史   | 村田和也     | 村田和也     | 一石小百合          |
| 35 | 12月3日       | 史上最強!龍神剣!!          | 寺田憲史   | 松村康弘     | 松村康弘     | 佐々木敏子          |
| 36 | 12月10日      | 月からの侵略者・女帝かぐや | 寺田憲史   | 仙北實       | 仙北實       | 仙北實              |
| 37 | 12月17日      | 大撃沈!鬼丸浮遊城!         | 静谷伊佐夫 | 加戸誉夫     | 阿部雅司     | 河村明夫            |
| 38 | 12月24日      | 東京水攻め作戦!!           | 静谷伊佐夫 | 新田義方     | 新田義方     | 竹内昭              |
| 39 | 12月27日      | 月星人、ガスタンクと合体!? | 寺田憲史   | 山口美浩     | 山口美浩     | 松岡秀明            |
| 40 | 1994年 1月7日 | 新龍神伝説誕生!!           | 寺田憲史   | 須藤典彦     | 須藤典彦     | 一石小百合          |
| 41 | 1月14日       | おなご救出作戦決行!        | 大橋志吉   | 須藤典彦     | 村田和也     | 谷口守泰            |
| 42 | 1月21日       | 体を奪われた十兵衛!?       | 静谷伊佐夫 | 遠藤徹哉     | 遠藤徹哉     | 高見明男            |
| 43 | 1月28日       | さやかピンチ!急げヤイバ    | 寺田憲史   | 日高政光     | 阿部雅司     | 宍戸久美子          |
| 44 | 2月4日        | 狙われた龍の巫女・さやか   | 寺田憲史   | 松村康弘     | 松村康弘     | 佐々木敏子          |
| 45 | 2月11日       | ゲッコーの逆襲!魔王剣      | 大橋志吉   | 大地丙太郎   | 大地丙太郎   | 藤田宗克            |
| 46 | 2月18日       | ヤイバ、魔王剣に敗れる!    | 静谷伊佐夫 | 山口美浩     | 山口美浩     | 松岡秀明            |
| 47 | 2月25日       | 鬼丸復活!さやかを救え!!    | 寺田憲史   | 遠藤徹哉     | 遠藤徹哉     | 高見明男            |
| 48 | 3月4日        | くらえっ!合体技風雷波      | 寺田憲史   | 松村康弘     | 佐藤英一     | 久保博志            |
| 49 | 3月11日       | かぐや、恐ろしき真の姿!    | 寺田憲史   | 大地丙太郎   | 大地丙太郎   | 滝川和男            |
| 50 | 3月18日       | 絶体絶命!ヤイバ剣を失う    | 寺田憲史   | 遠藤徹哉     | 遠藤徹哉     | 高見明男            |
| 51 | 3月25日       | 白き龍神あらわる!!         | 寺田憲史   | 松村康弘     | 松村康弘     | 佐々木敏子          |
| 52 | 4月1日        | 鉄ヤイバ、サムライだ!      | 寺田憲史   | 須藤典彦     | 須藤典彦     | 谷口守泰            |

### 放送局（剣勇伝説YAIBA）
| 放送期間                                                                                  | 放送時間 | 放送局             | 対象地域       | 備考            |
| ----------------------------------------------------------------------------------------- | --- | ------------------ | -------------- | --------------- |
| 1993年4月9日 - 1994年4月1日                                                               | 金曜 18:30 - 19:00 | テレビ東京         | 関東広域圏     | 制作局          |
|                                                                                           | | テレビ北海道       | 北海道         | 制作局          |
|                                                                                           | | テレビ大阪         | 大阪府         |                 |
|                                                                                           | | テレビせとうち     | 岡山県・香川県 |                 |
|                                                                                           | | TXN九州            | 福岡県         | 現・TVQ九州放送 |
| 1993年4月20日 - 1994年4月12日                                                             | 火曜 19:00 - 19:30（第1話 - 第24話） 火曜 7:35 - 8:05（第25話、第26話） 火曜 19:30 - 20:00（第27話 - 第48話） 火曜 18:30 - 19:00（第49話） 火曜 7:35 - 8:05（第50話 - 第52話） | テレビ愛知         | 愛知県         | [ 注 26 ]       |
| 1993年7月7日 - 1994年7月6日 1994年7月13日                                                 | 水曜 17:00 - 17:30 水曜 17:30 - 18:00 | テレビ金沢         | 石川県         |                 |
| 1993年9月6日 - 9月20日 1993年9月27日 1993年10月4日 - 1994年5月9日 1994年5月22日 - 9月25日 | 金曜 16:00 - 16:30 金曜 17:00 - 17:30 月曜 16:27 - 16:55 日曜 6:00 - 6:30 | チューリップテレビ | 富山県         |                 |
| 遅れネット                                                                                | 木曜 16:00 - 16:30 | テレビ岩手         | 岩手県         |                 |
|                                                                                           | 木曜 17:30 - 18:00 | 秋田放送           | 秋田県         |                 |
|                                                                                           | 金曜 5:20 - 5:50 （1995年1月時点） | テレビ静岡         | 静岡県         | [ 27 ]          |
|                                                                                           | 月曜 18:30 - 19:00 （1995年1月時点） | テレビ和歌山       | 和歌山県       | [ 27 ]          |

| テレビ東京系列 金曜 18:30 - 19:00                                                                                | テレビ東京系列 金曜 18:30 - 19:00             | テレビ東京系列 金曜 18:30 - 19:00                   |
| 前番組 | 番組名                                        | 次番組                                              |
| --- | --------------------------------------------- | --------------------------------------------------- |
| OVA （1993年1月8日 - 3月26日） - ※『天外魔境』『ハローキティ』『けろけろけろっぴ』『おざなりダンジョン』を放送。 | 剣勇伝説YAIBA （1993年4月9日 - 1994年4月1日） | 銀河戦国群雄伝ライ （1994年4月8日 - 1995年3月31日） |

## テレビアニメ『真・侍伝 YAIBA』
2024年5月に完全アニメ化が発表され、同年9月に主要キャスト・スタッフ・PV・ビジュアルが公開された。
2024年11月23日、同日放送の『名探偵コナン』本編後に放送情報が発表された。同作と同様に読売テレビ・日本テレビ系列の土曜夕方5時30分枠ほかにて、2025年4月より放送中。同枠で青山剛昌原作アニメが放送されるのは、2014年10月から翌年3月まで放送された『まじっく快斗1412』以来約10年ぶりとなる。また、旧アニメ版から高山みなみが刃役で続投する。ナレーションは東地宏樹。
本作では、世界観が現代風、ストーリーの尺の簡略化といった、原作漫画と旧アニメ版から、描写や設定が新たにアレンジされている。また、原作の番外編にあたる武蔵 VS. 小次郎編や、大和撫子登場回の挿入位置が変更された。なお、後者の大和撫子は龍神の玉編でも登場し、刃一行に加わる様になった。

### スタッフ（真・侍伝）
- 原作 - 青山剛昌「YAIBA」[6]
- 監督 - 蓮井隆弘[6]
- シリーズ構成 - 待田堂子[6]
- キャラクターデザイン・総作画監督 - 亀田祥倫[6]
- サブキャラクターデザイン・メインアニメーター - 前並武志[6]
- 特技監督 - 桝田浩史[6]
- 美術設定 - 藤井一志[6]、呂逸飛
- 美術監督 - 竹田悠介[6]
- 色彩設計 - 橋本賢[6]、近藤牧穂
- カラースクリプト - Akino Fukuji
- 3D監督 - 中村幸憲[6]
- 撮影監督 - 福士享[6]
- 編集 - 廣瀬清志[6]
- 音響監督 - 山田陽[6]
- 音響効果 - 森川永子[6]
- 音楽 - やまだ豊[6]、出羽良彰[14]
- 音楽制作 - 小学館ミュージック&デジタル エンタテイメント
- 音楽プロデューサー - 大隈啓良
- 音楽ディレクター - 染谷理沙、梅香扶
- チーフプロデューサー - 岡本順哉、下平聡士、三澤幸三
- プロデューサー - 村椿拓郎、吉田剛志、上田陽子、高橋祐馬
- アニメーションプロデューサー - 岡田麻衣子[6]
- アニメーション制作 - WIT STUDIO[6]
- 製作 - 小学館、小学館集英社プロダクション、読売テレビ、WIT STUDIO、アニプレックス

### 主題歌（真・侍伝）
「BLADE」
BLUE ENCOUNTによるオープニングテーマ。作詞・作曲は田邊駿一、編曲はBLUE ENCOUNT。
第1クールでは本楽曲の1番部分である「BLADE -運命ver.-」を、第2クールでは本楽曲の2番部分である「BLADE -絆ver.-」を使用している。
「pineapple tart」
音羽-otoha-による第1クールのエンディングテーマ。作詞・作曲は音羽-otoha-、編曲は赤山コウと音羽-otoha-。
「ACTION！」
八木海莉⚡電音遊戯による第2クールのエンディングテーマ。

### 各話リスト（真・侍伝）
| 話数     | サブタイトル             | 脚本     | 絵コンテ          | 演出                | 作画監督                                                                                 | 初放送日      |
| -------- | ------------------------ | -------- | ----------------- | ------------------- | ---------------------------------------------------------------------------------------- | ------------- |
| 第一話   | YAIBA見参ノ巻            | 待田堂子 | 蓮井隆弘          | 蓮井隆弘            | 亀田祥倫                                                                                 | 2025年 4月5日 |
| 第二話   | 蘇る風神剣ノ巻           | 待田堂子 | 高橋敦史 蓮井隆弘 | 田中洋之            | 石橋翔祐 奥田明世 石山正修 河毛雅妃                                                      | 4月12日       |
| 第三話   | もう一つの魔剣ノ巻       | 待田堂子 | 八田洋介          | 八田洋介            | 藤巻裕一                                                                                 | 4月19日       |
| 第四話   | 八鬼襲撃ノ巻             | 梅原英司 | 渕上真            | 渕上真              | 荒尾英幸                                                                                 | 4月26日       |
| 第五話   | るんるん温泉旅館ノ巻     | 梅原英司 | 横山和基          | 横山和基            | 佐藤利幸 小磯由佳                                                                        | 5月3日        |
| 第六話   | いきなりバットガイノ巻   | 河口友美 | 德野雄士          | 德野雄士            | 前並武志                                                                                 | 5月10日       |
| 第七話   | 小次郎復活ノ巻           | 待田堂子 | 蓮井隆弘 高橋敦史 | 細川慶胤            | 藤巻裕一 山本祐子 荒尾英幸 小磯由佳                                                      | 5月17日       |
| 第八話   | 巌流島の戦いノ巻         | 待田堂子 | 渕上真 八田洋介   | 川瀬まさお          | 大城勝 石橋翔祐                                                                          | 5月24日       |
| 第九話   | かみなり斬り誕生ノ巻     | 河口友美 | 誌村宏明          | 田中洋之            | Claire Launay 河毛雅妃                                                                   | 5月31日       |
| 第十話   | 鬼丸四天王登場ノ巻       | 梅原英司 | 笹木信作          | サトウ光敏 平向智子 | 荒尾英幸 山本祐子 万怡 前並武志                                                          | 6月7日        |
| 第十一話 | 雷神剣vs風神剣ノ巻       | 梅原英司 | 八田洋介          | 細川慶胤 渕上真     | 大城勝 小磯由佳 亀田祥倫                                                                 | 6月14日       |
| 第十二話 | 大和撫子がやってきたノ巻 | 河口友美 | 野崎あつこ        | 野崎あつこ          | 野崎あつこ                                                                               | 6月21日       |
| 第十三話 | 龍神の玉を探せノ巻       | 待田堂子 | 高橋敦史 渕上真   | 江副仁美            | 藤巻裕一 石橋翔祐 亀田祥倫 植竹茉奈 万怡                                                 | 6月28日       |
| 第十四話 | 忍者小太郎現る！ノ巻     | 河口友美 | 横山和基          | 横山和基            | 大房彩花 河毛雅妃 万怡 亀田祥倫                                                          | 7月12日       |
| 第十五話 | 対決！妖術師VS刃ノ巻     | 梅原英司 | 小美野雅彦        | 田中洋之 石川摩帆   | 荒尾英幸 佐藤誠之 山本祐子 つろる                                                        | 7月19日       |
| 第十六話 | 巨大決戦ノ巻             | 梅原英司 | 土上いつき        | 細川慶胤            | 為水翔太郎 大城勝 篠本浩史 前並武志 佐藤誠之 大房彩花 亀田祥倫 河毛雅妃                  | 7月26日       |
| 第十七話 | 柳生新陰流の男ノ巻       | 河口友美 | 誌村宏明          | 仲神友貴 日野貴史   | 藤巻裕一 小磯由佳 植竹茉奈 山本祐子 篠本浩史 つろる 謝佳佳 驚樓 王小小 前並武志 河毛雅妃 | 8月2日        |
| 第十八話 | 川中島大決戦ノ巻         | 待田堂子 | 金子祥之          | 石川摩帆 渕上真     | 石橋翔祐 コズエ 亀田祥倫 万怡 大杉尚広 増井宏行 前並武志                                 | 8月9日        |
| 第十九話 | 闇玉脱出特訓ノ巻         | 待田堂子 | 篠原准            | 中原れい            | 大房彩花 亀田祥倫 小磯由佳 植竹茉奈 菊池有騎 驚樓 严苑菁 コズエ 篠本浩史                 | 8月16日       |

### 放送局（真・侍伝）
| 放送期間                   | 放送時間           | 放送局                                                  | 対象地域 | 備考                         |
| -------------------------- | ------------------ | ------------------------------------------------------- | -------- | ---------------------------- |
| 2025年4月5日 -             | 土曜 17:30 - 18:00 | 読売テレビ（製作局） ほか日本テレビ系列フルネット全27局 | 日本国内 | 連動データ放送               |
|                            |                    | 福井放送                                                | 福井県   | 連動データ放送               |
| 2025年4月6日 -             | 日曜 7:00 - 7:30   | テレビ大分                                              | 大分県   |                              |
| 2025年4月26日 -            | 土曜 20:30 - 21:00 | アニマックス                                            | 日本全域 | BS/CS放送 / リピート放送あり |
| 全放送局で字幕放送を実施。 |                    |                                                         |          |                              |

| 配信開始日   | 配信時間                          | 配信サイト | 備考       |
| ------------ | --------------------------------- | --- | ---------- |
| 2025年4月5日 | 土曜 18:30 更新                   | Netflix ABEMAプレミアム | 見放題配信 |
|              | 土曜 22:30 - 23:00                | ABEMA | 無料配信   |
| 2025年4月8日 | 火曜 0:00（月曜深夜）以降順次更新 | Disney+ DMM TV dアニメストア FOD Hulu J:COM STREAM Lemino milplus ニコニコチャンネル [ 37 ] Prime Video TELASA U-NEXT アニメ放題 バンダイチャンネル | 見放題配信 |
|              |                                   | TVer ytv MyDo! | 無料配信   |
|              | 火曜 0:00 - 0:30（月曜深夜）      | ニコニコ生放送 | 無料配信   |

### BD / DVD（真・侍伝）
| 巻 | 発売日            | 収録話         | 規格品番     | 規格品番     | 規格品番 |
| 巻 | 発売日            | 収録話         | BD限定版     | DVD限定版    |          |
| -- | ----------------- | -------------- | ------------ | ------------ | -------- |
| 1  | 2025年9月24日予定 | 第1話 - 第12話 | ANZX-15841/3 | ANZB-15841/3 |          |
| 2  | 2026年2月25日予定 | 未発表         | ANZX-15844/6 | ANZB-15844/6 |          |

| 読売テレビ制作・日本テレビ系列 土曜 17:30 - 18:00       | 読売テレビ制作・日本テレビ系列 土曜 17:30 - 18:00 | 読売テレビ制作・日本テレビ系列 土曜 17:30 - 18:00        |
| 前番組                                                  | 番組名                                            | 次番組                                                   |
| ------------------------------------------------------- | ------------------------------------------------- | -------------------------------------------------------- |
| 青のミブロ（第一期） （2024年10月19日 - 2025年3月29日） | 真・侍伝 YAIBA （2025年4月5日 - ）                | 僕のヒーローアカデミア FINAL SEASON （2025年10月4日 - ） |

## ゲーム
スーパーファミコン、ゲームボーイ、ゲームギアでそれぞれ発売されている。タイトルはすべて『剣勇伝説YAIBA』。
スーパーファミコン版
- プレイヤーは鉄刃を操作しオリジナルキャラクターである「雷（らい）」とその妹の「風（ふう）」を含めたパートナーキャラクターと共にフィールドを攻略していく。アクションRPG形式のゲーム。「龍神の玉編」までのストーリーをベースにしており、龍神の玉入手後は鬼丸との戦闘となりこれを打ち倒すことでゲームクリアとなる。
- 魔法や特殊技術に相当するものとしてオリジナルの「伝説の玉」が複数存在している。また1ステージ1ボスの形式であるため石川五右衛門のように複数の伝説の玉に関わるボスの場合はゲームオリジナルの鬼丸軍団の怪人がボスを務める。

ゲームボーイ版
- 上記の通り「ピラミッド編」と「地底世界編」をベースにした横スクロールアクションゲームで体力ゲージが無くなるとワンミスとなる。必殺技を使うには「きあい」ゲージを溜め行って一定量を消費することで技を繰り出すことが出来る。
- ステージ3の雪だるまソルジャー撃破時に覇王剣を入手するなど細かな部分でストーリーの差異がある。会話パートのキャラクターの顔グラフィックは原作の絵柄に忠実な仕上がりとなっている。

ゲームギア版
- 32色カラーに対応したアニメーションが売りの横スクロールアクションゲーム。「八鬼編」から「地底世界編」までのシナリオになっており会話グラフィックだけでなくドット絵も原作に忠実な仕上がりとなっている。

## 青山作品との共演

### 名探偵コナン
登場人物関連

登場人物のうち数名は、『名探偵コナン』にも登場している。その多くは、剣道をするレギュラーキャラクターの服部平次およびその親族の関係者となっている。一方で、「信長御前試合編」では、鬼丸猛の準決勝の相手として、H.HATTORIという服部平次と同じ名字とイニシャルのキャラクターが名前のみ登場している。
沖田総司
服部平次が剣道で耳の裏を傷付けられた相手として登場。京都泉心高校の生徒で、第93巻から本格的に登場して江戸川コナンたちとも対面する。
鬼丸とともに、映画『名探偵コナン 100万ドルの五稜星』でも登場している。この映画では、後述の『まじっく快斗』のキャラクターも登場している。
鬼丸猛
沖田総司の登場回に、鬼丸も1シーンのみ登場し、毛利蘭と対面している。沖田とともに映画『名探偵コナン 100万ドルの五稜星』にも登場している。
椿美智子
服部静華が中学の頃出場した剣道の大会の優勝者。同じ話で「剣勇伝説」という時代劇がトリックに利用される。
鉄諸刃
沖田の思い人として登場。なお、灰原哀のキャラクター原型ともなっている。
鉄刃
沖田が超えるべき相手として、姿のみ登場。
柳生十兵衛
少年探偵団と阿笠博士がマツタケ狩りに行った山に十兵衛という名で知られた隻眼のツキノワグマが登場。名前の由来を説明する際、YAIBAの十兵衛がイメージ図で登場。
『コナン』作中の作中作として
『名探偵コナン』作中には、『YAIBA』が作品として漫画連載やアニメ放送されているような演出がいくつか存在する。一方、アニメ『剣勇伝説YAIBA』の最終回で、峰家のテレビに江戸川コナンと毛利蘭が映っている。
- 『名探偵コナン』第2巻の52ページ、第75巻の62ページに出ているテレビアニメが『YAIBA』である。
- 毛利蘭の携帯電話のストラップにはナマコ男のフィギュアが付いている。
- 単行本42巻『黒の組織と真っ向勝負　満月の夜の二元ミステリー』のエピソード内ハロウィンパーティーの参加者の中にクモ男、鬼丸、ゲロ左衛門、カッパのケロ吉がいる。
- 後述のOVA作品でコナンが円谷光彦から『YAIBA』のコミックス全24巻を借りている。
- コナンたちが「ヤイバの大冒険[41][注 29]」や「鬼丸クエスト[42]」というゲームソフトで遊んでいるシーンがある。

剣技・魔剣関連
- 少年探偵団と阿笠博士が訪れた回転寿司屋の名前が「旋風剣」。
- 作中のゲーム「タイタン・ハンター」に、覇王剣と名前も形も全く同じ剣が登場する。
- 作中の沖野ヨーコ主演のゾンビパニックアクション映画「ゾンビブレイド・死霊の晩餐会」およびその続編の作中に登場する、触れたゾンビを灰燼に帰す魔剣ゾンビブレイドの見た目が魔王剣。作中、映画のエキストラ達に襲われた際に服部がゾンビブレイド（魔王剣）を振るう場面がある。
  - 原作933話扉絵をゾンビブレイド（魔王剣）を持つ服部と覇王剣を背負うコナンが務めている。どちらも1993年版アニメにて、鬼丸・刃の担当声優が演じている。
- モンスターハンター10周年記念の際にお祝いの色紙で作者の青山氏は『覇王剣を持つコナン』を描いた色紙を添えて祝っている。
  - モンスターハンター作品の中にはコラボ企画としてプレイヤー武器として覇王剣、オトモアイルー武器として魔王剣（ネコ魔王剣）を入手できるものがあり、その縁によるもの。

その他関連
- 「仮面ヤイバー」が子供に人気のヒーローキャラクターとして登場。『YAIBA』にも一応「仮面ヤイバー」は登場するが、スギ花粉ソルジャーと戦った時に、花粉症になった刃がマスク代わりにさやかの水着を顔に被っただけのもの。
- コナンたちが観に行った映画「スターブレイドVI」のキャラクターがそれぞれ、『YAIBA』のキャラクターを捩ったものになっている。
  - ダーク・サシム（二刀流）→ムサシ
  - ベイ・ジュウ（隻眼）→十兵衛
  - キササ（長剣の使い手）→佐々木
  - ダーク・タキオ→沖田（外見は闇の鬼神ダーク）

### まじっく快斗
- 『まじっく快斗』本編にて、怪盗キッドと峰家の先祖伝来の宝刀を巡って対決している。ただし、刃は「怪盗キッド」を「かんちょーキッド」と間違っている。
  - 刃以外にもさやか、武蔵、ゲロ左衛門、庄之介、カゲトラ、ナマコ男といった共に冒険をするメンバー以外にも、サブキャラクターであるさやかの父の雷蔵、さやかの母の静香、さやかの祖母の富士、剣十郎、鬼丸までもが登場する。
  - 原作『YAIBA』の最終話でさやかと友人の会話の中で黒羽と中森という名前が出ている。ただし苗字のみなので快斗と青子かは不明。

### OVA作品
名探偵コナン コナンvsキッドvsヤイバ 宝刀争奪大決戦!!
- 上記の『まじっく快斗』単行本3巻に収載されている、峰家の先祖伝来の宝刀を巡る戦いに『名探偵コナン』のキャラクターを付け加え、アレンジしたもの。
- 『名探偵コナン』を制作している東京ムービー（現トムス・エンタテインメント）がアニメーション制作を担当。『週刊少年サンデー』で応募者全員サービスで販売されていた。応募者全員サービス終了後は2006年3月17日に東宝から発売されたDVD『名探偵コナン SECRET FILE 1』に収録されている。
  - この作品では『名探偵コナン』の江戸川コナン、『まじっく快斗』の黒羽快斗（怪盗キッド）といった、他の青山漫画の主役との共演を成し遂げている。